# Chevrolet Caprice
Der Chevrolet Caprice war ein Fullsize-PKW, der in den Modelljahren 1966 bis 1996 von der preisgünstigen Chevrolet-Division des Automobilherstellers General Motors in den USA zunächst als Luxusversion des Modells Impala und damit Spitzenmodell gebaut wurde. Die Bezeichnung wurde durch vier Modellgenerationen beibehalten und gehörte durchgehend zu den bestverkauften Chevrolet-Modellen. Die letzte Generation Caprice war gleichzeitig der letzte in Nordamerika von General Motors produzierte Body-on-Frame-PkW.

## Modellgeschichte

### 1. Generation – Caprice (1966–1970)

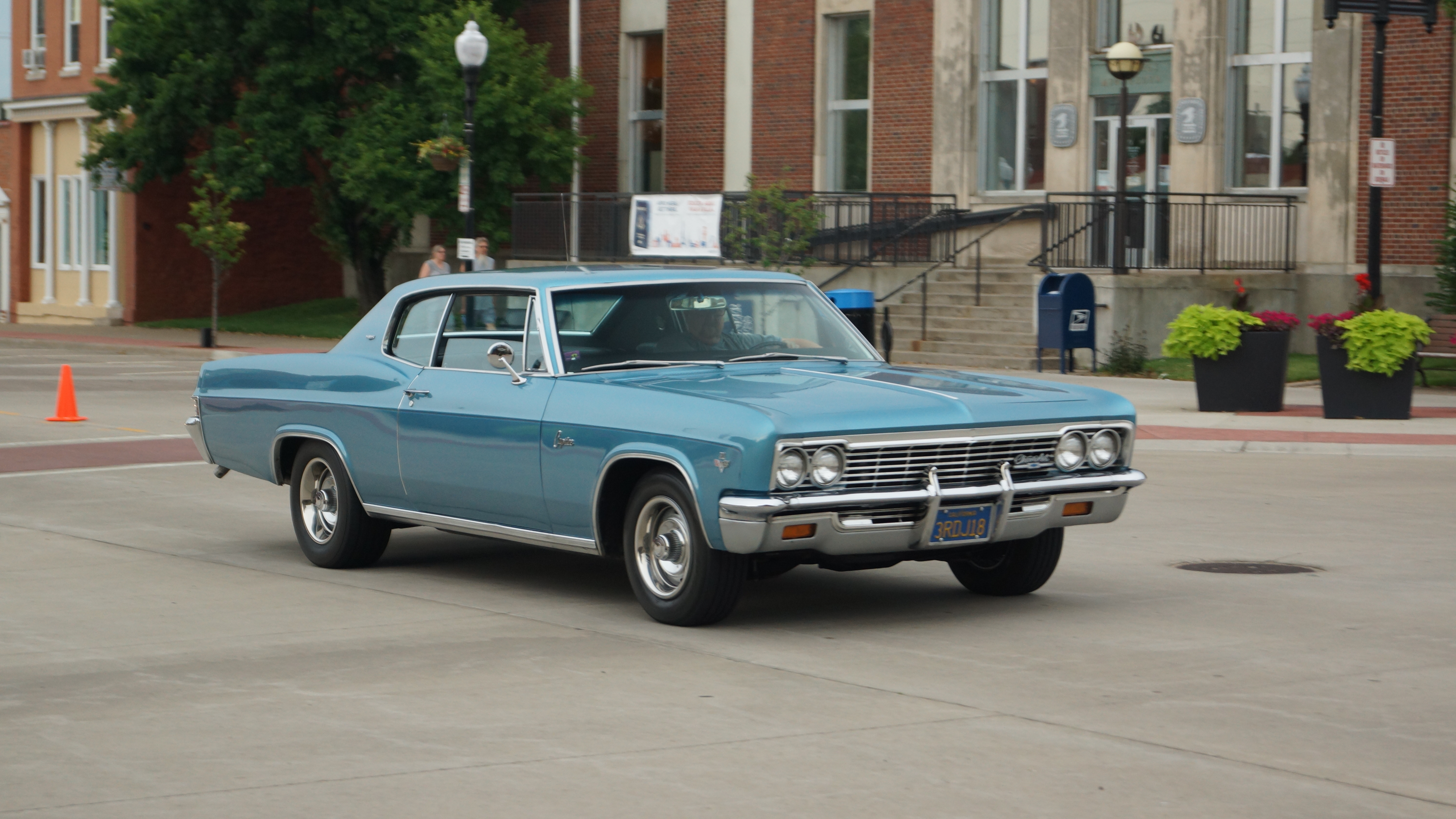
1966 Chevrolet Caprice Coupé

Noch zu Beginn der Sechziger haben US-Automobilmarken üblicherweise jeweils nur ein einziges PKW-Modell produziert, das in der Regel in drei verschiedenen Ausstattungsvarianten (Trimlevel) angeboten wurde. Als ab 1960 nach und nach kleinere PKW Einzug ins Portfolio der Hersteller hielten, wurde die traditionelle Baureihe begrifflich mit Bezeichnungen wie „Regular Size“ oder „Standard Size“ abgegrenzt, woraus sich ab Mitte der Sechziger die Klassenbezeichnung „Fullsize“ entwickelt hat. Fullsize ist ursprünglich ein traditionell, nicht technisch definierter Begriff, der bis weit in die zweite Hälfte des 20. Jahrhunderts die traditionelle Fahrzeugplattform einer Marke weitgehend ungeachtet ihrer tatsächlichen Größe beschreibt, und der erst wesentlich später an Standardmaße und -rauminhalte geknüpft wurde.
Dass der Caprice unter den großen Chevrolet-Modellen die Spitzenposition einnimmt, führt oft zu der Annahme, es handle sich um ein gehobenes Modell im Sinne der deutschen „oberen Mittelklasse“. Vor dem Hintergrund des völlig anders strukturierten US-Marktes ist diese Einstufung irreführend: Die Divisionen des GM-Konzerns waren entlang einer strikten vertikalen Preishierarchie organisiert, von Cadillac über Buick, Oldsmobile und Pontiac absteigend zu Chevrolet. Chevrolet war horizontal gegen die Ford Motor Company-Marke Ford sowie die Chrysler Corporation-Marke Plymouth aufgestellt – diese drei extrem stückzahlenstarken Marken bildeten das sogenannte „Low Price“-Segment, in welches zwischen 1950 und 1975 mehr als 50 % der Neuwagenverkäufe in den USA fielen. Die übrigen Divisionen haben bis in die Siebziger eine strikte Abgrenzung gegen das Low-Price-Segment aufrechterhalten, sichtbar unter anderem in der lange künstlich verzögerten V8-Einführung bei Chevrolet oder dem „Flossenverbot“ für die Low-Price-Marke. Kein Produkt der Low Priced Three wurde von Konsumenten als „gehoben“, „obere“ oder „mittel“ wahrgenommen. Hier verhält es sich ähnlich wie mit der „Fullsize“-Klasse, die als „Normalgröße“ wahrgenommen wurde: Chevrolet war – mit mehr als 50 % Anteil an der GM-Gesamtproduktion – die „normale“ Marke, Pontiac, Oldsmobile, Buick und Cadillac wurden als mögliche Steigerungen des Normalzustandes betrachtet. Insofern ist selbst die Annahme einer Mittelklasse auf dem US-Markt schon verzerrend.
Entsprechend der traditionellen Herleitung der „Fullsize“-Definition ist der Chevrolet Fullsize kleiner als die Fullsizes der gehobenen Marken. Cadillac und Buick haben die lange C-Plattform verwendet, Chevrolet und Pontiac die kürzere B-Plattform, nur Oldsmobile in der Mitte der Hierarchie hat beide Plattformen genutzt und gleichzeitig zwei Fullsizes angeboten.
Die Chevrolet-Division des GM-Konzerns hat ihren Fullsize von 1950 bis 1957 auf der A-Plattform des Konzerns gebaut, und von 1958 bis 1995 auf der B-Plattform. 1996 wurde die Plattform in GMT300 umbenannt und am Ende des Modelljahres eingestellt. Zum Modelljahr 1965 bekam die B-Plattform einen neuen Leiterrahmen, der den bisher verwendeten X-Rahmen ablöste. Gleichzeitig wurde die Plattform wesentlichen technischen Veränderungen unterzogen. Den traditionellen drei Trimleveln Biscayne, Bel Air und Impala wurde zu diesem Anlass ein Sonderausstattungspaket zur Seite gestellt, welches nur auf der viertürigen Hardtop-Limousine des Spitzen-Trimlevels Impala erhältlich war. So ausgestattete Fahrzeuge wurden als „Impala Caprice“ bezeichnet.

#### 1966
Zum Modelljahr 1966 wurde „Caprice“ zu einem eigenen Trimlevel, das den Spitzenplatz in der Trimlevel-Hierarchie einnahm. Die Verfügbarkeit war zunächst auf den Sport Sedan und den Station Wagon (Kombi) beschränkt, außerdem erhielt der Caprice eine eigene Coupé-Karosserie, die sich vom Impala-Coupé durch die steilere Heckscheibe und breitere C-Säule unterschied.
Entsprechend dem Spitzenstatus des Trimlevels gab es den Caprice nur mit V8-Motoren. Der Basismotor war der bekannte 283 in³ (4,7 Liter) Smallblock V8 und leistete 195 PS (143 kW). Sowohl der Mark I „W-Block“-Motor als auch die Rochester-Einspritzanlage waren im Vorjahr eingestellt worden – dafür war mit dem 427 in³ erstmals ein Mark IV-Motor verfügbar. Standard war ein 3-Gang-Schaltgetriebe mit Schalthebel an der Lenksäule, optional standen das Zweigang-Power Glide-Automatikgetriebe und eine 4-Gang-Schaltgetriebe mit Schalthebel auf dem Kabinenboden zur Verfügung.
| Bezeichnung    | Typ         | Hubraum [in3] | Hubraum [cm3] | Verdichtung | Vergaser                                 | Leistung [PS/kW] | bei Drehzahl [min−1] |
| -------------- | ----------- | ------------- | ------------- | ----------- | ---------------------------------------- | ---------------- | -------------------- |
| Turbo-Fire V-8 | SBC         | 283           | 4638          | 9,25:1      | Rochester Registervergaser               | 195/143          | 4800                 |
| L77            | SBC         | 283           | 4638          | 9,25:1      | Rochester Doppel-Registervergaser        | 220/162          | 4800                 |
| L30            | SBC         | 327           | 5359          | 10,25:1     | Holley/Carter Doppel-Registervergaser    | 275/202          | 4800                 |
| L35            | BBC Mark IV | 396           | 6494          | 10,25:1     | Holley/Rochester Doppel-Registervergaser | 325/239          | 4800                 |
| L36            | BBC Mark IV | 427           | 6997          | 10,25:1     | Rochester Doppel-Registervergaser        | 390/287          | 5200                 |
| L72            | BBC Mark IV | 427           | 6997          | 11,00:1     | Holley Doppel-Registervergaser           | 425/312          | 5600                 |

#### 1967
Im Modelljahr 1967 wanderten die vorderen Blinkleuchten an die Fahrzeugecken und bildeten mit der V-förmigen Nase eine deutliche Konturierung der Fahrzeugfront. Die Hüftknicke über den hinteren Radausschnitten wurden deutlicher.

#### 1968
Für 1968 wurden die vorderen Blinkleuchten wieder kleiner und machten einem deutlich nach oben gezogenen Frontstoßfänger Platz. Die Doppelscheinwerfer erhielten rechteckige, verchromte Rahmen. Das Coupé verlor seine B-Säulen und mutierte so ein Jahr lang zum Hardtop-Coupé. 1968 war es wieder ein normales Coupé. Technisch änderte sich in diesen beiden Jahren wenig.

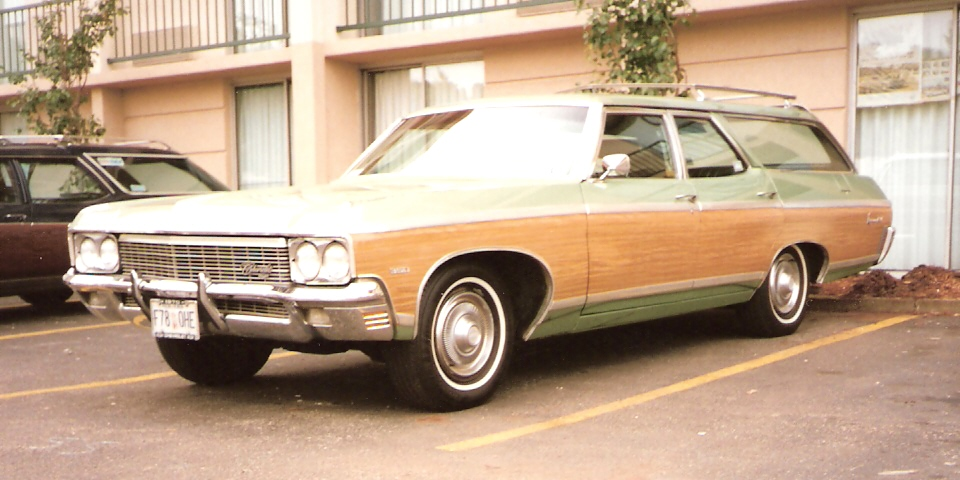
Chevrolet Kingswood Estate (1970)

#### 1969
Erneut umfassend überarbeitet präsentierte sich die Serie für das Modelljahr 1969. Bei gleichem Radstand waren die Wagen in Länge und Breite nochmals gewachsen. Die noch stärker konturierte Front zeigte allseitig einen massiven Chromrahmen, und die hinteren Radausschnitte waren so weit verkleinert worden, dass die oberen Hälften der Räder fast abgedeckt waren. Die untere Hälfte des Heckabschlusses wurde vom verchromten, hinteren Stoßfänger eingenommen, der auch die drei schmalen Rückleuchten pro Seite aufnahm. Die Kombis – nur mit V8-Motoren verfügbar – hießen nun Kingswood Estate.

#### 1970
Wenige Veränderungen hatte das Modelljahr 1970. Das Motorenprogramm wurde gestrafft: Ein neuer V8 mit 5735 cm3 Hubraum und 250 PS (184 kW) kam zum Einsatz.

### 2. Generation – Caprice / Caprice Classic (1971–1976)

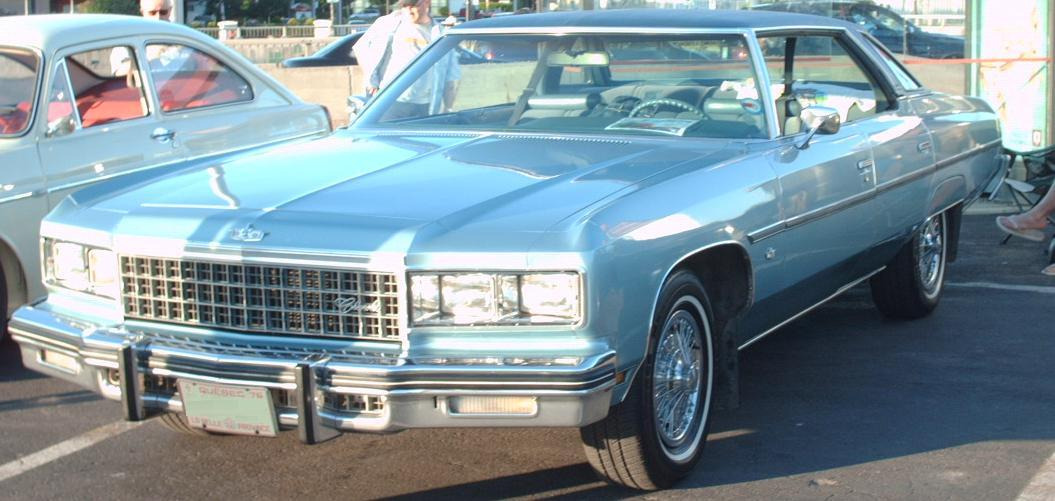
1976 Chevrolet Caprice Classic

Mit dem Modellwechsel 1971 sollte eine neue Ära im US-Automobilbau vorbereitet werden. Luftreinhaltungsvorschriften und andere Eingriffe des Gesetzgebers in die Gestaltungs- und Entwicklungsfreiheit der Autohersteller waren entweder bereits beschlossen oder wurden in der ersten Hälfte der Siebziger erwartet, so dass Marktführer General Motors alle Fahrzeuge aller Divisionen einer Abkehr vom „Performance“-Image der Sechziger unterzog. Zu diesem Zeitpunkt war die GM „B“ Fullsize-Plattform in den USA die meistverkaufte Fahrzeugplattform pro Modelljahr, und die Chevrolet-Fullsizes Caprice und Impala die meistverkauften Fahrzeugmodelle. Größere, schwerere, luxuriöser und sichere Fahrzeuge mit geringerem Schadstoffausstoß sollten in der „Landyacht“-Ära die bisherigen Hubraum- und Leistungsgiganten ersetzen. Bereits 1975 verabschiedete der US-Kongress völlig unerwartet unter dem Eindruck der Ölkrise von 1974 Notfall-Energiesparmaßnahmen, die einen Großteil der US-Fahrzeugproduktion obsolet machte und die Hersteller zu radikalem und extrem kurzfristigem Umdenken zwang.

#### 1971
Zum Modelljahr 1971 wurde die B-Karosserie und der unter der Karosserie verwendete Leiterrahmen entsprechend der GM-Designphilosophie für die Siebziger vollständig überarbeitet: Der Radstand der Limousine wuchs von 119 Zoll (3023 mm) auf 121,5 Zoll (3086 mm), in den Kombis sogar auf 125 Zoll (3200 mm), was die Modelljahrgänge 1971–1976 zu den größten Chevrolets in der Geschichte macht. Der Caprice war weiterhin nur als Limousine verfügbar, das Spitzentrimlevel für Kombis verwendete weiterhin die eigenständige Bezeichnung „Kingswood Estate“. Insgesamt wurden der Caprice in fünf Karosserieformen angeboten, als Hardtop, Cabrio (ab 1973) und Coupé mit zwei Türen, sowie als Hardtop und als Limousine (ab 1972) mit vier Türen.
Die außer dem Größenzuwachs wesentlichen technischen Veränderungen betrafen nur die Kombimodelle, die als einzige GM-Fullsizes nach 1958 wieder Blattfedern für die Hinterachsaufhängung verwendeten. Die zweiteilige Kofferraumklappe war ebenfalls komplett überarbeitet worden: Die Glasscheibe wurde zum Öffnen in das Fahrzeugdach zurückgezogen, während der untere Teil der Klappe unter den Ladeboden geschoben wurde. Nach diesem Merkmal werden die Wagons der Modelljahre 1971–1976 heute „Clamshell“-Wagons („Muschelschale“) genannt, die GM-Marketingbezeichnung lautete eigentlich „Glide-Away“. Trommelbremsen vorn waren für alle Modelle nicht länger verfügbar.
Alle in der Baureihe verfügbaren Motoren hatten für 1971, in Erwartung der 1975 in Kraft tretenden staatlichen Emissionsbegrenzung für PKW, eine Kompressionsreduzierung erfahren. Standard auf dem Caprice war der 400 in³ (6,6 Liter) Smallblock-V8 mit 255 PS, optional waren zwei Bigblock-V8 verfügbar, der 402 in³ (6,6 Liter) mit 300 PS sowie der 454 in³ (7,4 Liter) mit 365 PS. Beide Bigblock-Motoren waren Mark IV-Blöcke, auch wenn die Nomenklatur an dieser Stelle äußerst unübersichtlich ist: Der 402 in³ Mark IV ist die Ausbaustufe des 396 in³ Mark IV, dessen alte Hubraumbezeichnung aus Marketinggründen auf anderen Chevrolet-Baureihen aber beibehalten wurde, obwohl sich der Hubraum tatsächlich von 396 auf 402 in³ vergrößert hatte. Die Handelsbezeichnung für den 402 im Caprice lautet obendrein „Turbo Jet 400“, was aber nicht mit dem 400 in³ „Giant Smallblock“ verwechselt werden darf.

#### 1972
Für 1972 wurden die Stoßstangen des Caprice in Vorbereitung auf den am 1. September 1972 in Kraft tretenden Federal Motor Vehicle Safety Standard #215 (FMVSS 215) überarbeitet. Die Vorschrift, auch als „5 Mile Impact Law“ bekannt, zwang Autohersteller ab dem Modelljahr 1973 Stoßstangen so zu konstruieren, dass „Bagatellkollisionen“ bis zu einer Aufprallgeschwindigkeit von 5 mph (8 km/h) an der Front bzw. 2,5 Meilen (4 km/h) am Heck weder Fahrbarkeit noch sicherheitsrelevante Einrichtungen des Fahrzeugs beeinträchtigen konnten, ab dem Modelljahr 1974 war außerdem die Höhe von PKW-Stoßstangen gesetzlich festgelegt. Entsprechend wurden die Rückleuchten des Caprice schon für 1972 in eine neue, massive Heckstoßstange integriert, die fast das gesamte Heck des Fahrzeugs bis hoch zum Kofferraumdeckel verdeckt.
Gleichzeitig war es in den USA nicht länger zulässig, Motorleistung von Neuwagen als „Brutto“-Horsepower anzugeben, so dass die werksseitigen Leistungsangaben für 1972 in „Netto“-Horsepower (SAE Standard J1349) erschienen. Dadurch wurde die Motorleistung aller verfügbaren Triebwerke als stark reduziert wahrgenommen, ohne dass der Hersteller technische Veränderungen vorgenommen hätte. Der Basis 400 in³ (6,6 Liter) Smallblock-V8 wurde jetzt mit 170 PS (127 kW) angegeben, der Turbo Jet 400 Bigblock-V8 mit 210 PS (157 kW) und der 454 in³ (7,4 Liter) Bigblock-V8 mit 270 PS (201 kW). 1972 war das letzte Jahr, in dem das Powerglide Zweigang-Automatikgetriebe parallel zum Turbo-Hydramatic THM400 Dreigang-Automatikgetriebe verfügbar war.

#### 1973
1973 wurden die Trimlevel der Chevrolet-Fullsize-Baureihe neu geordnet: „Biscayne“ als unterste Ausstattung entfiel, die eigenständige Namensgebung für Kombimodelle wurde aufgegeben, alle Caprice hießen jetzt „Caprice Classic“. Der Bel Air war jetzt das Basismodell, die mittlere Ausstattung hieß Impala, der Caprice Classic war das Spitzenmodell.
Die vordere Stoßstange wurde erneut umgestaltet, um der 5 Mile-Impact-Vorschrift zu entsprechen. Als Vorbereitung auf die zum Modelljahr 1975 erwarteten Emissionsgrenzwert-Vorschriften wurden alle Motoren mit einer Abgas-Rückführung (EGR) ausgerüstet.

#### 1974
1974 trat die zweite Stufe des 5 Mile-Impact-Law in Kraft, die die 8 mph-Aufprallresistenz jetzt auch für hintere Stoßstangen vorsah, so dass die hinteren Stoßstangen der Caprice-Modelle erneut umgestaltet wurden – die Rückleuchten-Einheit lag 1974 wieder über der Stoßstange. Alle Modelle waren jetzt mit dem im Federal Motor Vehicle Safety Standard #208 (FMVSS 208) für 1974 vorgeschriebenen Seat Belt Interlock ausgerüstet, welches verhinderte, dass das Fahrzeug gestartet werden konnten, ohne dass Fahrer (und ggfs. Beifahrer) ihre Sicherheitsgurte angelegt hatten. Unmittelbar nach dem Beginn des Modelljahres 1974 kam es im Oktober 1973 zum Yom-Kippur-Krieg im Nahen Osten, und in dessen Folge zum OPEC-Ölembargo gegen die USA und zur ersten Ölkrise, die extrem weitreichende Folgen für den US-Automobilbau nach sich zog.

#### 1975
Zum Modelljahr 1975 führte GM zur Einhaltung der neu in Kraft getretenen Emissionsgrenzwerte des Clean Air Acts in der Fassung von 1970 Katalysatoren ein. Dieser lang erwartete und vorbereitete technische Quantensprung wurde völlig von den Folgen des OPEC-Ölembargos überschattet, welches die USA bis März 1974 vom Rohöl-Weltmarkt abgeschnitten und den Preis für Erdöl um 300 % nach oben getrieben hatte. Die Absicht der US-Autohersteller, die Clean Air Act-Vorschriften mittels größerer Motoren mit geringerer Kompression und Katalysatorunterstützung umzusetzen, und den Käufern im Ausgleich für Leistung und Geschwindigkeit größere und luxuriösere Fahrzeuge anzubieten, erwies sich angesichts der von der Ölkrise hervorgerufenen dramatischen Veränderungen in Politik, Käufererwartung und Benzinpreisentwicklung als nicht länger umsetzbar. Die „Landyacht“-Plattform war quasi über Nacht obsolet geworden. Kurz nach dem Beginn des Modelljahres ergriff der US-Gesetzgeber Notfallmaßnahmen und verabschiedete den CAFE (Corporate Average Fuel Economy) Standard, der Hersteller ab dem Modelljahr 1978 zur Einhaltung von Benzinverbrauchs-Effizienzgrenzwerten zwang. Der Caprice war ab dem Modelljahr 1975 erstmals mit dem 350 in³ (5,7 Liter) V8-SBC mit 145 PS erhältlich, der sich seit seinem Erscheinen im Modelljahr 1967 einen Namen als Compact- und Midsize-High Performance-Aggregat gemacht hatte. Gleichzeitig erhielten alle Motoren die elektronische „High Energy Ignition“ HEI-Zündanlage, die im Vorjahr noch einigen wenigen „Sport“-Modellen vorbehalten gewesen war, außerdem wurden alle Fullsizes (außer SEO-Fahrzeugen) erstmals mit Radialreifen ausgeliefert.

#### 1976
1976 war das letzte Modelljahr auf dem 121,5 Zoll-Rahmen. Ein Cabrio wurde nicht mehr angeboten.

### 3. Generation – Caprice / Caprice Classic (1977–1990)

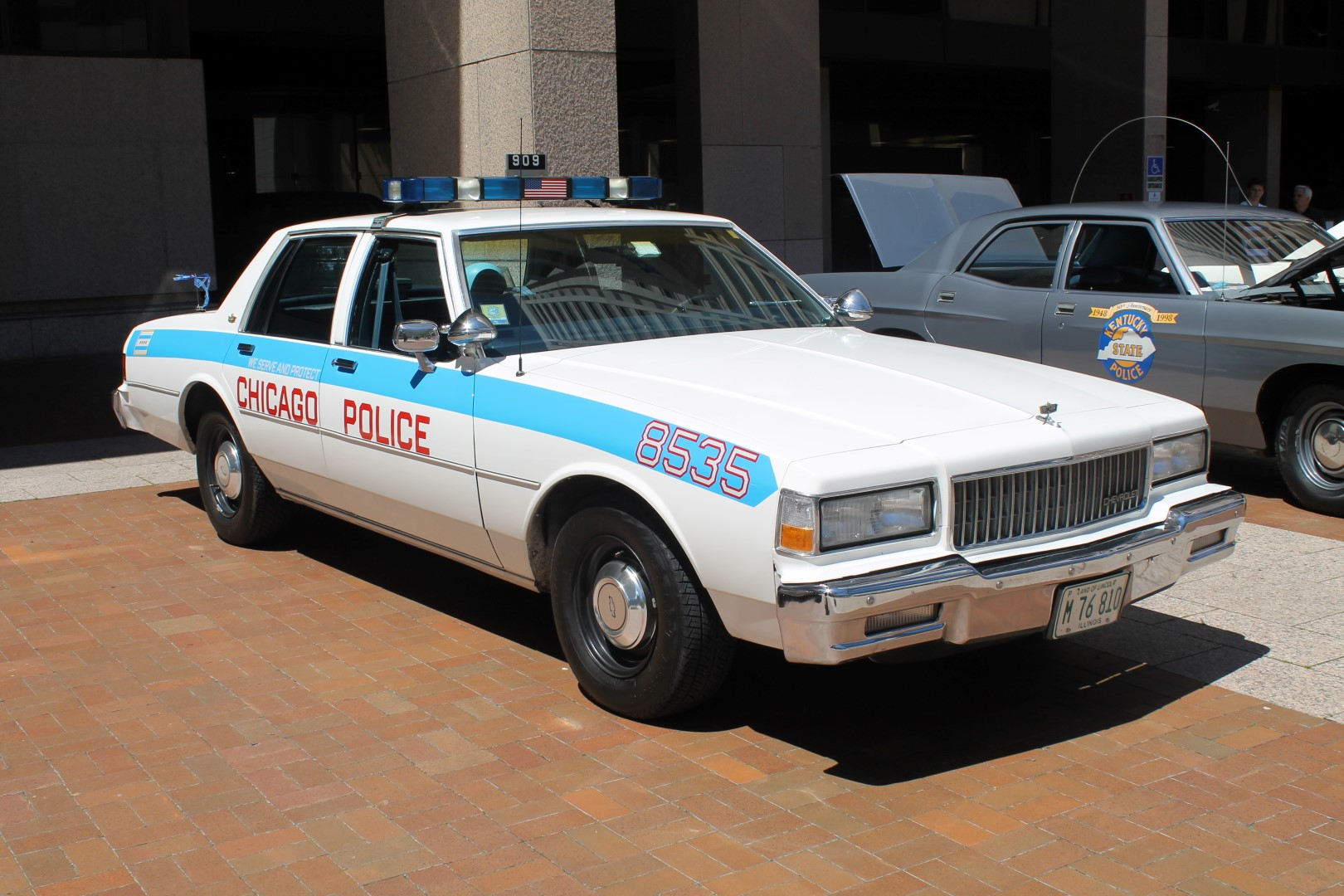
1990 Chevrolet Caprice 9C1

Als Reaktion auf die Ölkrise von 1974, die durch das Ölembargo der OPEC im Zusammenhang mit dem Jom-Kippur-Krieg ausgelöst worden war, erließ der US-Gesetzgeber 1975 weitreichende Flottenverbrauchsvorschriften für die US-Autobauer. Der CAFE-Standard, für „Corporate Average Fuel Economy“, trat bereits zum Beginn des Modelljahres 1978 in Kraft. Da sich die Hersteller in der kurzen verbleibenden Zeit nicht in der Lage sahen, komplett neue Modelle oder wesentlich effizienzgesteigerte Motoren zur Serienreife zu bringen, wurden stattdessen existierende Modelle teilweise dramatisch verkleinert. Vorreiter in dieser Downsizing genannten Praxis war General Motors, dessen Flaggschiff-Baureihe, die Fullsize-Plattform (B-Body) bereits zum Modelljahr 1977 so dramatisch in Größe und Gewicht reduziert wurde, dass sie essentiell auf dem Leiterrahmen der Midsize-Plattform (A-Body) montiert werden konnte.
Für 1977 präsentierte GM so einen völlig neuen B-Body: Das Fullsize-Flaggschiff war jetzt kleiner und leichter als sein Midsize-Gegenpart (der erst zum Modelljahr 1978 selbst gedownsized wurde). Klare, rechteckige Linien und nur verhaltener Chromschmuck sollte ein Image von schlankeren, leichteren, effizienteren Fullsizes transportieren. Diese Formensprache, als Three-Box-Design bekannt, hatte GM schon zwei Jahre früher mit großem Erfolg am Cadillac Seville erprobt, jetzt wurde es auf die gesamte B-Plattform einschließlich Pontiac Parisienne, Oldsmobile Delta 88 und Buick LeSabre übertragen. Das neue Erscheinungsbild der großen Chevrolet-Limousine war so erfolgreich, dass dieses Three-Box-Design endgültig zum Leitmotiv fast des gesamten US-Limousinendesigns zwischen 1970 und den späten Achtzigern wurde. Das Ford Fullsize-Modell LTD wurde 1979 quasi als Caprice-Kopie neu gestaltet, Chryslers Fullsize-Ersatzplattform, der Midsize-M-Body, hatte das Three-Box-Erscheinungsbild bereits ein Jahr nach Erscheinen des vergleichbar großen Cadillac Seville aufgegriffen.

#### 1977
1977 hatte Chevrolet ein nagelneues Fullsize-Modell im Portfolio, das neben fast 300 Kilogramm Gewicht auch noch ein Trimlevel, eine Karosserieform und zwei Motorentypen eingebüßt hatte: Das Trimlevel „Bel Air“, welches seit 1950 auf Fullsize-Chevrolets verwendet wurde, war zum Modellwechsel 1977 ebenso eingestellt worden, wie der viertürige „Sport Sedan“ ohne B-Säule und die Verwendung der seit 1965 erhältlichen Mark IV-Motoren, die in Abgrenzung zum Small Block Chevrolet V8 (SBC) üblicherweise als Big Block-Motoren bezeichnet werden. Auch die unbeliebte 3. SBC-Familie, der 400 in³ (6,6 Liter) „Giant Small Block“ wurde aus dem Programm genommen.
Übrig blieben die Trimlevel Impala und Caprice Classic auf der neuen B-Plattform, die CAFE-konform nur noch 5,39 statt 5,66 Meter maß, und deren Gewicht von 1891 auf 1600 Kilogramm (in der Basisversion) gesunken war. Zum ersten Mal seit 1957 waren die Fullsize-Chevrolets nur mit den beiden „traditionellen“ Chevrolet-Motoren, dem SBC und dem Reihensechszylinder, erhältlich. Zur Wahl standen SBCs mit 5,0 (305 in³) und 5,7 Liter (350 in³) Hubraum und 145 respektive 170 PS, alternativ der bis nach 1929 rückverfolgbare Chevrolet Reihensechszylinder, mit 4,1 Liter (250 in³) Hubraum und 110 PS. Angeboten wurden beide Trimlevel als viertürige Limousine (Sedan), ein viertüriger Kombi (Wagon) und ab der Mitte des Modelljahres auch ein zweitüriges Coupé. Der Reihensechszylinder war Basismotorisierung der Limousinen und Coupés, der 5,0 Liter V8 war Basismotorisierung für alle Wagons, der 5,7-Liter-V8 optional für alle Modelle. Sechszylinder waren mit der GM 7,5-Zoll-Hinterachse ausgerüstet, Achtzylinder-Modelle erhielten die 8,5-Zoll-Achse. Sedans nutzten den traditionellen 4,75-Zoll-Felgen-Lochkreis, Wagons hatten 5-Zoll-Lochkreise.
Äußerlich blieb die Verwandtschaft des „verkleinerten“ Fullsizes zum Vorgängermodell deutlich sichtbar: Scheinwerfer, Kühlergrill und Frontstoßstange waren bis auf die „Wraparound“–Sidemarker direkt an den Vorgänger angelehnt, auch die Ausführung der Rückleuchten als drei Einheiten pro Seite entsprach dem Vorgängermodell. Im Innenraum war das Armaturenbrett mit dem ausgeprägten Führerstand, der auch das Radio beinhaltete, einem flachen Armaturenträger mit mittigem Radio und HVAC-Bedienelementen (für HEAT/VENT/AIR CONDITION) gewichen. Der traditionelle Fernlicht-Fußschalter auf dem Kabinenboden war durch ein neuartiges Bedienelement an der Lenksäule ersetzt worden, das Fahrtrichtungsanzeiger und Auf-/Abblendfunktion in einem einzigen „Multifunktionshebel“ zusammenfasste.

#### 1978
Für 1978 erhielten beide Modelle einen leicht geänderten Kühlergrill und, im Interesse geringeren Verbrauchs, längere Hinterachsübersetzungen.

#### 1980
Für das Modelljahr 1980 wurde die Frontpartie aller Modelle flacher gestaltet, um die Aerodynamik und damit den Verbrauch zu verbessern, gleichzeitig wurde das Heck der Sedan-Variante leicht angehoben. Statt den drei zusammengefassten Rückleuchten hatten alle Sedans jetzt drei freistehende Rückleuchten, die Kühleröffnungen in der Frontstoßstange entfielen, Caprice Classic trugen jetzt entsprechende Schriftzüge an den vorderen Kotflügeln. Bei den Coupés wich die gewölbte Heckscheibe einer planen Scheibe. Weitaus umfangreicher fielen die technischen Veränderungen aus: Um die CAFE-Vorgaben zu erfüllen, war der 5,7-Liter-V8 (350 in³) nun ausschließlich Flottenkäufern vorbehalten und nur noch mit dem Police Package (9C1) erhältlich, welches wiederum nur auf dem Impala-Basismodell bestellt werden konnte. Neuer Spitzenmotor war der 5,0-Liter-V8 (305 in³), der für diese Rolle einen Doppel-Register- anstelle des bisherigen einzelnen Doppelvergasers bekam und 155 PS leistete.
An seine Position als „kleiner“ V8 trat der neuentwickelte 4,4-Liter-V8 (267 in³) mit 115 PS. Dieser Motor stellt aufgrund seiner kleinen Bohrung (3,5 Zoll) eine eigene Familie in der Hierarchie der SBC-Motoren dar – die kurzlebigste in der Geschichte des SBC – und wurde bereits 1980 wieder eingestellt. Statt des Reihensechszylinder wurde jetzt ein 3,8-Liter-V6 (229 in³) mit 90° Zylinderanordnung angeboten, ebenfalls mit 115 PS. Dieser 90°-V6 war eine weitere Neuentwicklung – bislang hatte Chevrolet nur Reihensechszylinder produziert. Wie der 4,4-Liter-V8 hatte der 90°-V6 ebenfalls schon im Vorjahr auf den Midsize-Fahrzeugen der Marke Verwendung gefunden, und wie der 4,4-Liter-V8 ist auch der 90°-V6 ein SBC-Derivat, allerdings um zwei Zylinder gekürzt. Anders als der 4,4-Liter-V8 wurde die 90°-V6-Motorenfamilie zu einem der erfolgreichsten Chevrolet-Aggregate der Geschichte. Seine letzte Ausbaustufe wurde bis 2014 in Serie verwendet.
Als eine weitere Post-Ölkrisen-Maßnahme war für Wagons 1980 erstmals ein Dieselmotor mit 5,7 Liter (350 in³) Hubraum und 105 PS erhältlich. Bei diesem neuartigen, alternativen Antriebskonzept handelte es sich allerdings trotz des Hubraums nicht um eine weitere Variante des Chevrolet-SBC-Designs, sondern um ein von Oldsmobile auf der Basis eines Oldsmobile-Ottomotors entwickeltes Aggregat. Geringes Verständnis für Diesel-Motoren sowohl bei Käufern als auch bei Mechanikern gepaart mit erheblichen Problemen bei den Zylinderkopfdichtungen der ersten Produktionsversion bescherten dem Oldsmobile-Diesel nach anfänglichen Erfolgen einen jähen Absatzrückgang. Heute gilt der Diesel-5,7 Liter als einer der schlechtesten jemals vom GM-Konzern verwendeten Motoren. Zur Auslieferung nach Kalifornien vorgesehene Caprice wurden wegen der dort geltenden strengeren Abgasvorschriften mit einem Buick-V6 anstelle des Chevrolet-V6 ausgerüstet.

#### 1981
Das Jahr 1981 markierte den Tief- und gleichzeitig einen Wendepunkt in der Post-Ölkrisen Fullsize-Geschichte: Die Rochester Quadrajet Doppel-Register-Vergaser der Baureihe wurden durch Rochester CCC-Quadrajets ersetzt, CCC für Computer Command Control. Der CCC ist ein sogenannter elektronischer Feedback-Vergaser mit variabler Tauchnadelstellung – und damit das Bindeglied zwischen dem mechanischen Vergaser und der elektronischen Einspritzanlage. Die CCC-Technik reduzierte die Leistung der V6-Motoren und des 5,0-Liter-V8 um jeweils 5 PS. Zeitgleich wurde für den 5,0 Liter ein neues Automatikgetriebe mit der Bezeichnung TH200-4R eingeführt. Das TH200-4R verfügte über vier statt den üblichen drei Vorwärtsgängen, außerdem war es mit einer elektrischen Drehmomentwandlerbrückung ausgerüstet, beides technische Neuerungen, die so zuvor nicht verfügbar gewesen waren. Außerdem setzte Chevrolet für Fahrzeuge mit dem TH200-4R eine Erkenntnis um, die bereits 1976 in Flottenfeldversuchen mit dem Los Angeles County Sheriff’s Department (LASD) erarbeitet worden war: Antriebsstränge mit „längeren“, numerisch niedrigeren Hinterachsübersetzungen sind unter realen Bedingungen wesentlich weniger effizient als Berechnungsmodelle hatten vermuten lassen, weshalb die Viergang-Automatik ein Standard-Hinterachs-Übersetzungsverhältnis von 3,08:1 erhielt.

#### 1982
Das Impala-Coupé entfiel 1982, den Caprice Classic gab es weiterhin zweitürig. Der Dieselmotor war jetzt über die gesamte Palette lieferbar.

#### 1983
Im Modelljahr 1983 wurde das Programm auf eine Impala-Limousine und den Caprice Classic als Limousine und Kombi zusammengestrichen. Auch den 4,4-Liter-V8 gab es nicht mehr.

#### 1984
1984 wurde das Caprice Classic-Coupé wieder eingeführt. Die Viergangautomatik war mit sämtlichen Motoren kombinierbar.

#### 1985
Das Modelljahr 1985 brachte weitreichende Veränderungen im Motoren Line-up mit sich. Der Basis-3,8-Liter-V6 (250 in³) entfiel, genauso wie der in Kalifornien verwendete Buick-V6. Beide wurden durch eine neue Ausbaustufe des 90°-V6 ersetzt, der jetzt über 4,3 Liter (262 in³) Hubraum verfügte. Dieser Motor mit der Bezeichnung LB4 war mit einer Rochester-Zentraleinspritzung (TBI, für Throttle Body Injection) ausgerüstet und leistete 130 PS und somit 20 PS mehr als der 3,8 Liter des Vorjahres. Auch der LB4 ist ein SBC-Derivat, identisch in Hub und Bohrung mit dem 5,7-Liter-V8 (350 in³) SBC. Der 4,3 Liter war Standard-Motorisierung in allen Sedans und Coupés, und konnte optional mit dem TH200-R4 bestellt werden. Auch der 5,0-Liter-V8 (305 in³), der weiterhin Basismotor für Wagons und optional für Sedans und Coupés blieb, erfuhr Veränderungen: Die Verdichtung wurde von den seit Beginn der Katalysator-Ära üblichen 8,6:1 auf 9,5:1 angehoben. Zeitgleich erhielt der V6 eine elektronische Zündzeitpunktsteuerung, zusammen mit einer überarbeiteten Variante des erfolgreichen GM HEI (High Energy Ignition)-Verteilers, bei dem die Zündspule nicht länger – wie bei der ersten HEI-Generation – in die Verteilerkappe integriert war. Der 5,0 Liter leistete jetzt 165 PS, und damit 15 PS mehr als im Vorjahr. Der Oldsmobile 5,7-Liter-Diesel wurde zur kurz nach Beginn des Modelljahres eingestellt.

#### 1986
Zum Modelljahr 1986 wurde die bis vor den Zweiten Weltkrieg zurückreichende traditionelle amerikanische Trimlevel-Hierarchie für den Chevrolet-Fullsize weitgehend aufgegeben. Der günstige, auf Flottenkäufer ausgerichtete Impala, 1958 ursprünglich als Spitzentrimlevel eingeführt und über drei Jahrzehnte langsam zum Basistrimlevel herabgestuft, wurde eingestellt, so dass ab 1986 alle Chevrolet-Fullsizes „Caprice“ hießen, auch wenn sich die alte dreistufige Hierarchie zumindest in den Caprice-Ausstattungsvarianten Caprice, Caprice Classic und Caprice Classic Brougham widerspiegelte. Das Basis-Level „Caprice“ und die „Brougham“-Ausstattung waren nur auf Sedans erhältlich, Wagons und Coupés nur als „Caprice Classic“. Mit dem Wegfall des Impalas wurde der Caprice außerdem erstmals Träger der Special Equipment Options (SEO)-Pakete 9C1 (Police Package) und 9C6 (Taxi Package), die bislang traditionell dem niedrigsten Trimlevel der Baureihe vorbehalten waren.
Äußerlich erhielt der Caprice eine Überarbeitung: Die bisher optisch mit dem Kühlergrill eine Einheit bildenden Hauptscheinwerfer wurden durch Verschmälerung der opulenten Chromeinfassung „freigestellt“ und waren jetzt rundherum in Wagenfarbe umschlossen. Der neue Kühlergrill mit senkrechten statt den bisherigen waagrechten Rechtecken erfuhr die gleiche Behandlung, außerdem entfiel das Caprice-Haubenornament. Umgekehrt wurden am Heck die bisherigen sechs freistehenden Rückleuchten zu zwei Dreifach-Einheiten mit je drei Kammern (und einem integrierten Rückscheinwerfer pro Seite) zusammengefasst.

#### 1987
1987 wurde der Caprice Classic neben dem „Brougham“-Level auch noch als „Brougham LS“ verfügbar. Diese Variante verfügt über ein „Landau“ Vinyldach über dem hinteren Kabinenteil. Das Basis-Level „Caprice“ war jetzt auch auf Wagons verfügbar. Für alle Wagons wurde der 5,0-Liter-V8 (305 in³) SBC gestrichen und durch einen emissionsärmeren „Konzernmotor“ mit beinahe identischem Hubraum (307 in³) und 142 PS ersetzt. Dieser Motor ist ein Oldsmobile-Design und nicht mit dem 307 in³ (5,0 Liter) V8-SBC zu verwechseln. Optisch erfuhr der Caprice eine wesentliche Veränderung: Statt der vier rechteckigen Hauptscheinwerfergehäuse mit Sealed-Beam Scheinwerfereinsätzen bekamen alle Caprice zwei große „Composite“-Kunststoff Scheinwerfer mit austauschbaren Leuchtmitteln – außerdem kehrte das im Vorjahr fehlende Haubenornament zurück. Bei den einflussreichen Fahrzeugbeschaffungstests der Michigan State Police schlug mit dem Caprice 9C1 1987 zum allerersten Mal ein Chevrolet die seit Beginn der Testreihe dominierenden Dodge- und Plymouth-Modelle des Chrysler-Konzerns.
Dramatische Veränderungen fanden sonst nur an den beiden Motoren der SBC-Familie statt, deren Ventiltriebe auf Rollen-Hydrostößel umgestellt wurden. Alle SBC-Motoren erhielten gleichzeitig „Center Bolt“-Ventildeckel mit vier entlang der Mitte des Deckels ausgerichteten Verschraubungen anstelle der seit 1955 auf den SBC verwendeten „Perimeter“ oder „Rim Bolt“-Verschraubungen entlang der Ventildeckeldichtung. Der 5,0-Liter-V8 (305 in³) erreichte im Zuge dieser Revision eine Leistung von 170 PS.

#### 1988
Zum Modelljahr 1988 fiel das Coupé endgültig aus dem Line-up, Fullsizes waren jetzt alle Viertürer. Nach wie vor feilte Chevrolet am Versuch einer neuen, zeitgemäßen Ausstattungs- und Modellhierarchie. Seit dem Wegfall des Impalas zwei Jahre früher stand für das Flottenkäufer-Segment kein eigenes Modell mehr zur Verfügung – diese Aufgabe sollte nun die einfache Basis-Version „Caprice“ übernehmen, die 1988 wieder dieser Marktausrichtung entsprechend nur noch als Limousine, nicht mehr als Kombi erhältlich war. Das „Caprice Classic“-Level dagegen war in Anlehnung an die frühere GM-Trimlevel-Hierarchie als Caprice Classic, Caprice Classic Brougham und Caprice Classic Brougham LS erhältlich. Wagons wurden nur als „Caprice Classic“ angeboten. Alle zivilen Modelle verwendeten jetzt das Viergang-Automatikgetriebe TH200-R4.
Zum zweiten Mal gewann 1988 ein Caprice 9C1 die MSP-Fahrzeugtests in Michigan, und zum ersten Mal war erkennbar, das Leistung und Endgeschwindigkeit der Baureihe sich in einem Aufwärtstrend befanden, zum ersten Mal seit der B-Body im CAFE-Ausnahmezustand gedownsized worden war.

#### 1989
Auch 1989 war von Post-CAFE-Optimismus geprägt: Einziger Motor für alle zivilen Sedans war jetzt der 5,0-Liter-V8 (305 in³), der in diesem Jahr ebenfalls mit der Rochester-TBI Zentraleinspritzung ausgerüstet wurde. Der 5,7 Liter war weiterhin für Flottenkäufer verfügbar, der V6 entfiel für den zivilen Markt und konnte ebenfalls nur noch in SEO-Fahrzeugen (SEO für Special Equipment Option) bestellt werden. Wagons nutzten weiterhin den Oldsmobile V8 mit 307 in³.

#### 1990
1990 war ein verkürztes Modelljahr, da bereits Mitte des Jahres die Produktion der Nachfolgegeneration aufgenommen wurde. Wichtigste technische Änderung für 1990 war die Einführung eines „automatischen“ Anschnallgurtsystems für die vorderen Sitze. Der Gesetzgeber hatte die Autohersteller nach achtjährigem Ringen um eine umsetzbare Vorschrift verpflichtet, Fahrzeuge ab Modelljahr 1990 entweder mit einem Fahrerairbag oder mindestens mit automatischen Anschnallgurten vorn auszustatten. Alle Fullsizes des Modelljahres haben deshalb an den Vordertüren statt an der B-Säule umgelenkte und angeschlagene Anschnallgurte, so dass Fahrer und Beifahrer den nach wie vor am Mitteltunnel angeschlossenen Gurt beim Schließen der Türen „automatisch“ angelegt bekommen. Dass diese spezielle Lösung funktionslos wird, wenn Türen sich während Unfällen oder Überschlägen öffnen, wurde nur wenig später zum Gegenstand einer Kongressanhörung und eines Zivilprozesses gegen General Motors.

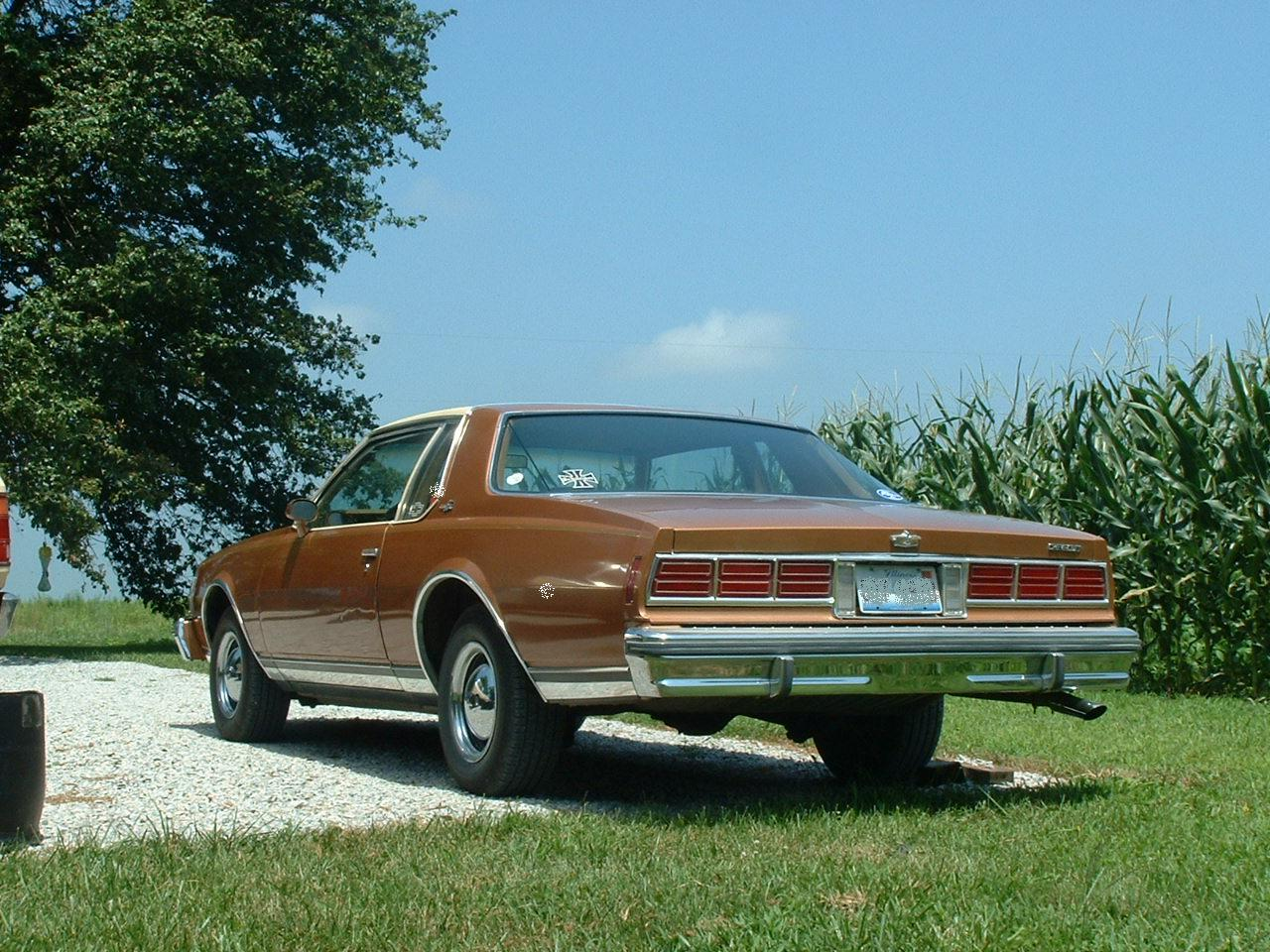
Chevrolet Caprice Coupé (1978)
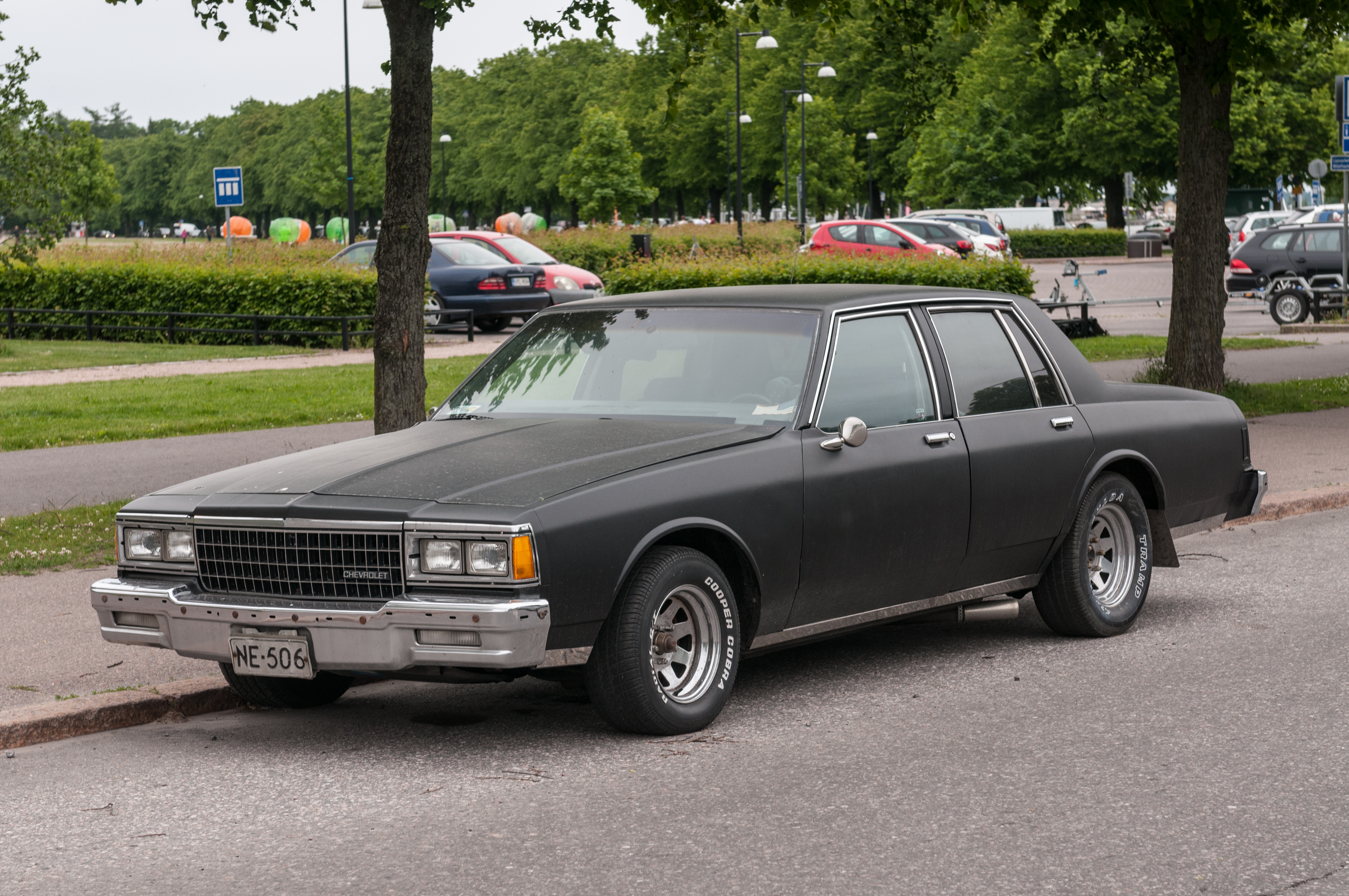
Chevrolet Caprice Sedan (1982)
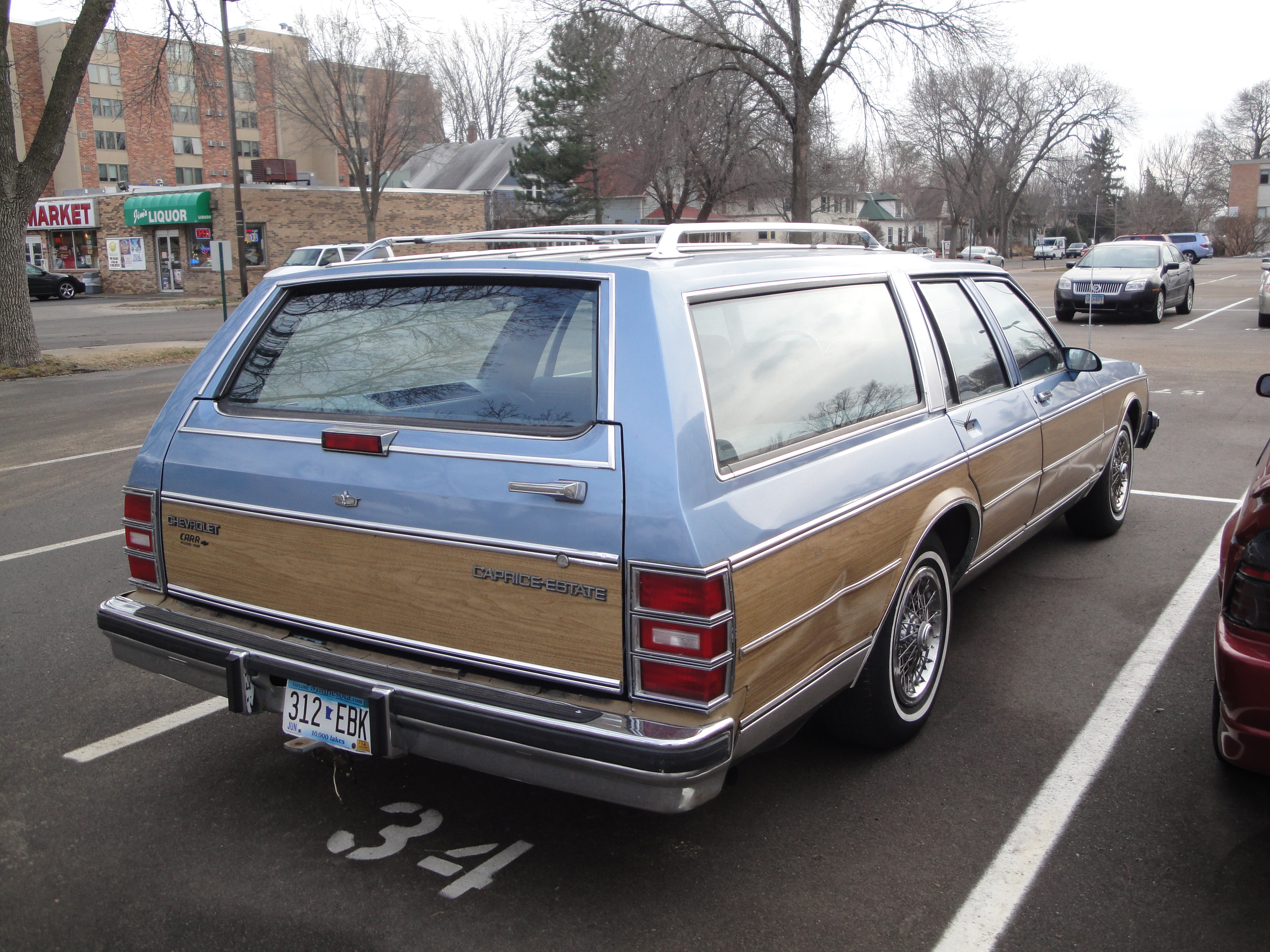
Chevrolet Caprice Wagon (1987)

### 4. Generation – Caprice / Caprice Classic / Caprice LS (1991–1996)

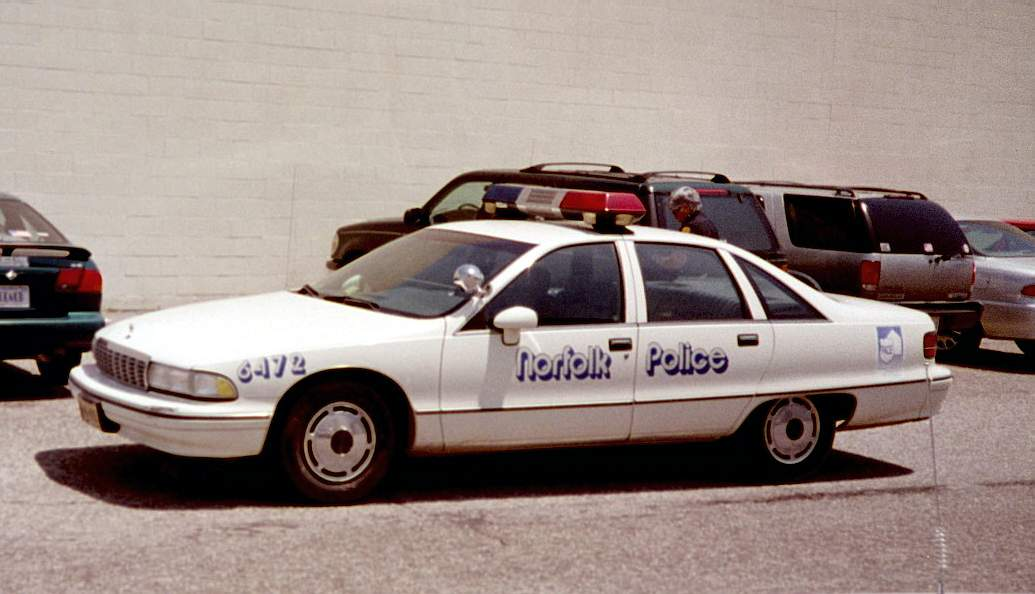
1992 Chevrolet Caprice 9C1

Am Ende der Achtziger stand die Zukunft der großen Chevrolet-Plattform mehr oder weniger in den Sternen. Der Fullsize B-Body war schon nicht mehr alleine marktbeherrschend, seit der GM-Konzern 1964 mit dem „Intermediate“ A-Body erstmals eine „mittelgroße“ Konzernplattform vorgestellt hatte. Während die schon 1962 eingeführte, „kompakte“ X-Plattform (Chevy II / Nova) keine Bedrohung für B-Body-Stückzahlen darstellte, hatten Autokäufer mit dem A-Body ab 1964 (Chevelle) erstmals eine vertretbare Alternative zum traditionellen Fullsize-Automobil. 1971 erweiterte GM die Bandbreite der Fahrzeugklassen mit dem H-Body erneut nach unten ins „Sub Compact“-Segment (Vega / Monza), ab 1976 war General Motors’ US-Version der „globalen“ Sub-Compact-T-Plattform (Chevette) parallel auf dem US-Markt verfügbar, so dass der traditionelle B-Body schon in seiner 3. Generation (1977–1990) parallel zu gleich drei kleineren, heckgetriebenen (RWD) Chevrolet-Fahrzeugbaureihen angeboten wurde. Die traditionelle Wahrnehmung der Fullsize-Klasse als „Regular Size“ oder „Normalgröße“ deckte sich schon zu diesem Zeitpunkt nicht mehr mit der Stückzahlenrealität auf dem US-Markt.
Unter dem anhaltenden Eindruck der Ölkrise und der CAFE-Maßnahmen wurden ab 1978 die traditionellen Midsize- und Compact-Plattformen A und X auf dem US-Markt nach und nach durch neue, wesentlich kleinere, vorderradgetriebene (FWD) Modelle ersetzt, unter anderem durch die neuen FWD-A und -X Bodies. Der T-Body wurde fallengelassen, die H-Plattform durch den Chevrolet Cavalier auf dem J-Body ersetzt – der in Europa unter anderem als Opel Ascona verkauft wurde. Der Wegfall des Impala-Trimlevels zum Modelljahr 1986 wurde in der Öffentlichkeit zudem als Abkehr des Herstellers von seiner letzten traditionellen RWD-Plattform gewertet. Im Modelljahr 1988 endete die Produktion der behelfsmäßigen G-Plattform, auf der zuletzt noch einige wenige Midsize-Modelle des schon 1981 formell eingestellten RWD A-Bodys produziert worden waren.
Vor diesem Hintergrund hatte seit 1965 ein kontinuierlicher Rückgang der Fullsize-Verkäufe (an immer älter werdende Fullsize-Käufer) stattgefunden, von mehr als 1,5 Millionen Fahrzeugen im Modelljahr 1965 auf zuletzt unter 200.000 Einheiten pro Modelljahr, und vor diesem Hintergrund war eine Neuauflage des traditionellen großen Chevrolets innerhalb des GM-Konzerns nicht unumstritten, da eine nennenswerte zukünftige Nachfrage für die gesamte Fahrzeugklasse nicht länger mit hoher Wahrscheinlichkeit angenommen werden konnte. Abgeholfen wurde dem schließlich mit der Entscheidung, für die 4. Generation die gesamte Technik der 3. Generation, einschließlich des Bodenblechs der Fahrzeugkabine, 1:1 zu übernehmen.

#### Stückzahlen
| Modelljahr |  | Gesamt Sedan | Werk Willow Run | Werk Arlington |  | Gesamt Wagon | Werk Willow Run | Werk Arlington |
| ---------- |  | ------------ | --------------- | -------------- |  | ------------ | --------------- | -------------- |
| 1991       |  | 196.754      | 144.684         | 52.070         |  | 13.600       | 13.600          | -              |
| 1992       |  | 103.379      | 47.994          | 55.385         |  | 13.400       | 13.400          | -              |
| 1993       |  | 89.430       | 46.043          | 43.387         |  | 10.546       | 10.490          | 56             |
| 1994       |  | 96.919       | -               | 96.919         |  | 7.805        | -               | 7.805          |
| 1995       |  | 87.150       | -               | 87.150         |  | 5.361        | -               | 5.361          |
| 1996       |  | 94.594       | -               | 94.594         |  | 638          | -               | 638            |
| Gesamt     |  | 668.226      | 238.721         | 434.455        |  | 51.350       | 37.490          | 13.860         |

#### Motoren
| Bezeichnung | Hubraum [cm3] | Hubraum [in3] | Typ    | Leistung [PS/kW] | Jahre     | Getriebe | Stückzahl (Sedan) |
| ----------- | ------------- | ------------- | ------ | ---------------- | --------- | -------- | ----------------- |
| LB4         | 4297          | 262           | V6 TBI | 130/96           | 1992-1993 | 4L60     | 3.394             |
| LO3         | 5002          | 305           | V8 TBI | 172/127          | 1991-1993 | 4L60     | 303.181           |
| LO5         | 5733          | 350           | V8 TBI | 180/132          | 1992-1993 | 4L60     | 9.196             |
| LO5 HO      | 5733          | 350           | V8 TBI | 195/142          | 1991-1992 | 4L60     | 51.615            |
| LO5 HO      | 5733          | 350           | V8 TBI | 205/151          | 1993      | 4L60     | 21.177            |
| L99         | 4346          | 265           | V8 SFI | 200/147          | 1994-1996 | 4L60E    | 113.687           |
| LT1         | 5733          | 350           | V8 SFI | 264/194          | 1994-1996 | 4L60E    | 164.976           |

#### Vehicle Identification Number (VIN)
Die Vehicle Identification Number, kurz VIN, ist eine in Nordamerika vom Hersteller vergebene Nummer zur eindeutigen Identifizierung eines Fahrzeuges. Bis 1981 folgten die US-Hersteller einem losen Format, seit 1981 ist die VIN 17-stellig und für alle Hersteller bindend formatiert. Die VIN ist im Wesentlichen mit der in Deutschland verwendeten Fahrzeug-Identifizierungsnummer, kurz FIN, vergleichbar die ebenfalls 17 Stellen hat und auf den ersten drei Positionen bedeutungsgleich mit der VIN ist, im Übrigen aber einem andern Standard folgt.
| Position  | 1             | 2          | 3                 | 4 & 5                   | 6                | 7                           | 8                    | 9          | 10         | 11             | 12-17        |
| --------- | ------------- | ---------- | ----------------- | ----------------------- | ---------------- | --------------------------- | -------------------- | ---------- | ---------- | -------------- | ------------ |
| Beispiel  | Herkunftsland | Hersteller | Markenbezeichnung | Modellreihe             | Karosserieform   | Rückhaltesystem             | Motorkennziffer      | Prüfziffer | Modelljahr | Werk           | Seriennummer |
| 1991-1993 | 1             | G          | 1                 | BL                      | 5                | 3                           | E                    | 9          | M          | R              | 140921       |
|           | 1 = USA       | G = GM     | 1 = Chevrolet     | BL = Caprice            | 5 = 4-Door Sedan | 3 = Manual Belts/Driver SIR | E = 5.0 TBI V8 (LO3) |            | M = 1991   | R = Arlington  |              |
|           |               |            |                   | BN = Caprice Classic    | 8 = 4-Door Wagon |                             | 7 = 5.7 TBI V8 (LO5) |            | N = 1992   | W = Willow Run |              |
|           |               |            |                   |                         |                  |                             | Z = 4.3 TBI V6 (LB4) |            | P = 1993   |                |              |
| 1994-1996 | 1             | G          | 1                 | BL                      | 5                | 2                           | P                    | 0          | R          | R              | 191444       |
|           | 1 = USA       | G = GM     | 1 = Chevrolet     | BL = Caprice Classic    | 5 = 4-Door Sedan | 2 = Manual Belts/Dual SIR   | P = 5.7 SFI V8 (LT1) |            | R = 1994   | R = Arlington  |              |
|           |               |            |                   | BN = Caprice Classic LS | 8 = 4-Door Wagon |                             | W = 4.3 SFI V8 (L99) |            | S = 1995   |                |              |
|           |               |            |                   |                         |                  |                             |                      |            | T = 1996   |                |              |

#### Modelljahre

##### 1991
Im Herbst 1989 wurde erstmals seit 1977 eine neue Version des Caprice vorgestellt, die auf dem Fahrgestell und der Bodengruppe der Vorgängergeneration basierte, aber über eine völlig neu gestaltete, aerodynamische Karosserie verfügte. Die Produktion des neuen Modells begann bereits im Februar 1990, so dass das Fahrzeug als vorgezogenes Modelljahr 1991 im März technisch betrachtet als 1990½-Modell auf dem Markt erschien. Der „Aero“-Caprice traf auf gemischte Marktreaktionen: Schon seit 1985 war die Zukunft von General Motors’ Fullsize-Plattform auf dem Post-Ölkrisen-Fahrzeugmarkt der USA offen und öffentlich diskutiert worden, und eine Reihe von Berichterstattern hätten ein kleineres oder sogar kleineres und Vorderrad-angetriebenes GM-Flaggschiff, analog der neuen FWD X- und A-Plattformen für wesentlich zeitgemäßer gehalten. Dies führte zu erheblicher anfänglicher Kritik an dem sehr traditionellen – da von der 3. Generation vollumfänglich übernommenen – technischen Layout der letzten B-Body-Generation, was das neue Modell aber nicht daran hinderte, die Verkaufserwartungen deutlich zu übertreffen. Selbst europäische Berichterstatter bewerteten das neue Caprice-Modell durchaus positiv.
Zivilmodelle wurden im ersten Modelljahr ausschließlich als Zentraleinspritzer mit LO3 5,0-Liter-TBI-V8 (305 in³) mit 170 PS ausgeliefert. Für die Polizeiversion (9C1) stand weiterhin Chevrolets berühmter 5,7-Liter-V8 (350 in³) zur Verfügung, anders als in der 3. Generation des Caprice allerdings jetzt ebenfalls als TBI (LO5) mit von 1991–1992 195 und im Modelljahr 1993 schließlich mit 205 PS. Alle Fahrzeuge der Baureihe waren ausschließlich mit dem 4L60 Automatikgetriebe (MD8) mit vier Vorwärtsgängen ausgerüstet, welches unter der seiner alten Typbezeichnung TH700 schon seit 1983 in Police Package-Fahrzeugen verwendet worden war.
Als einzige wesentliche technische Veränderung im Vergleich zur 3. Generation erhielt der B-Body zur neuen „Aero“-Karosserie ein Anti-Blockier-System von Bosch, dessen Steuerelektronik im Modelljahr 1991 noch offen im Kofferraum montiert war, da der neuen, unerprobten Technik wenig Vertrauen entgegengebracht wurde. Der Fahrer bekam einen ins Lenkrad integrierten Airbag – durch die Erfüllung dieser gesetzlichen Anforderung konnten die problematischen Tür-Anschnallgurte des Modelljahres 1990 entfallen.
Ab Oktober 1990, zum eigentlichen Beginn des Modelljahres 1991, wurde neben der viertürigen Limousine (Sedan, B19) auch eine Kombi-Variante (Wagon, B35) angeboten, wahlweise mit dritter Sitzreihe für eine 6 + 2 Sitzplatzkonfiguration und mit einer neuen Ausbaustufe der traditionellen GM „Dual Action“-Heckklappe, die sowohl als Klappe als auch als Tür geöffnet werden kann. Eine Polizei-Version des Kombis wurde unter dem Optionscode 1A2 verkauft, die Ausstattungslevel hießen Caprice und Caprice Classic, die Sportversion des Sedan (mit Fahrwerks- und Bremskomponenten und dem Digitalen Tacho aus dem Polizeipaket) trug die Bezeichnung LTZ. „Caprice Classic“ war nur auf dem Sedan erhältlich. „Classic“-Käufer bekamen unter anderem Alufelgen, Kurvenfahrlicht, eine „höherwertige“ 55/45 geteilte Sitzbank vorn, Mittelarmlehnen vorn und hinten, ein farblich abgestimmtes „Pinstripe“ auf beiden Fahrzeugseiten und „Caprice Classic“-Schriftzüge als Exklusivmerkmale, außerdem die sonst optionalen Leselampen am Innenspiegel und „Schminkspiegel“ in den Sonnenblenden sowie Zentralverriegelung als Standardausstattung. Nur Caprice Classic konnten mit der optionalen Lederausstattung bestellt werden.
Käufer konnten zwischen sechs Außenfarben wählen: Bright Silver Metallic (13U), Black Sapphire Metallic (28U), White (40U), Black (41U), Dark Maple Red Metallic (78U) und Gunmetal Metallic (87U).
Dunkelblau, Rot, Grau und Beige waren in allen Varianten und Ausstattungslevel als Innenraumfarben erhältlich, Stoff war das Standardmaterial, Leder optional, Vinyl und Stoff Vorne/Vinyl Hinten-Kombinationen waren für Polizei- (9C1/1A2), Taxi- (9C6) und Flottenapplikationen (1AA) bestellbar. Stoff- und Vinyl-Türverkleidungen sind 1991 und 1992 im oberen Bereich senkrecht abgesteppt, das Muster ist in gleicher Breite auch auf den Sitzen und der Rücksitzbank zu finden. Zivile Tachoinstrumente enden bei 80 mph (128 km/h), die Instrumente der Exportversionen zeigen 140 km/h. Frühe Produktionsmodelle, unter Umständen sogar nur frühe in Willow Run produzierte Fahrzeuge, haben breite Schwarze „Impact Strips“ auf den Stoßstangen. Diese Streifen sind sehr früh ersatzlos aus der Produktion verschwunden.
Alle Caprice der Modelljahrgänge 1991–1993 wurden sowohl im Werk Arlington in Texas, als auch im Werk „Willow Run“ in Michigan produziert. Bei dem Caprice, der 1991 vom US-Magazin Motor Trend den prestigeträchtigen Titel „Car of the Year“ erhielt, handelte es sich um einen LTZ, nicht um die Standard-Zivilversion. „Car of the Year“ in der Wagon-Klasse wurde 1991 ein Oldsmobile Custom Cruiser, technisch baugleich mit dem Chevrolet Caprice.

##### 1992
1992 war der bislang der Polizei vorbehaltene 5,7 Liter in einer zivilen 180 PS-Ausführung auch in zivilen Kombis und in der 195 PS-Polizeiausführung auch im LTZ verfügbar. Die Polizeiausführung, stellenweise in der GM-Werksliteratur auch als HO für „High Output“ bezeichnet, unterscheidet sich von der zivilen Version unter anderem durch den ungedämmten Ansaugtrakt, größere Einspritzdüsen und andere Zündkerzen, hauptsächlich aber durch eine geänderte Nockenwelle Taxi-Flottenkäufer konnten 1992 und 1993 das Taximodell (9C6) unter bestimmten Einkaufsbedingungen mit dem 4,3-Liter-LB4-V6 (statt dem 5,0-Liter-V8) bestellen, der schon in der Vorgängergeneration erhältlich gewesen war. Anders als in der 3. Generation bekamen LB4-Käufer allerdings kein abgespecktes V6- sondern ein vollwertiges V8-Chassis mit 8,5 Zoll Hinterachse und 11 Zoll Trommelbremsen hinten.
Schon für 1991 hatte Chevrolet zwei verschiedene Exportversionen für Europa und den Nahen Osten produziert, 1992 und möglicherweise 1993 war über das Opel-Händlernetz anstelle des bisherigen europäischen Exportmodells ein speziell auf die Bedürfnisse des deutschen Markts zugeschnittenes drittes Exportmodell erhältlich, das unter anderem über auffällige orangefarbene Fahrtrichtungsanzeiger hinten und in die Stoßfänger eingelassene Nebelschlussleuchten verfügt. Dieses Version wird oft fälschlicherweise für das „Europamodell“ gehalten – tatsächlich ist die einfachere „Marketing Area Europe“ (MAE)-Version mit wahrscheinlich 397 produzierten Einheiten wesentlich weiter verbreitet. Die einfache Version verfügt über km/h-Instrumentierung und hat keine dritte Bremsleuchte. Dagegen gehen die Detailmodifikationen des „deutschen“ Modells wesentlich weiter: Glasscheinwerfer, klappbare Außenspiegel, Abschleppösen vorne und hinten, Gurtschlösser mit leuchtfarbenen Entriegelungstasten, eine Scheinwerferwaschanlage, Zierleisten an der Haubenabschlusskante und ein liegendes Haubenabzeichen anstelle des traditionellen, aufrecht stehenden Bowtie-Haubenemblems sind die Hauptmerkmale, außerdem wurden im Innenraum alle chrombeschichteten Plastikschalter durch unbeschichtete schwarze Plastikschalter ersetzt und eine Gummipolsterung um das Zündschloss angebracht. Über die produzierten Stückzahlen herrscht Unklarheit: GM-Aufzeichnungen deuten auf 117 im Modelljahr 1992 hergestellte Sedans hin, die Aufzeichnungen für 1993 sind nicht eindeutig, dafür wurde offenbar ein einzelnes Fahrzeug des Modelljahres 1991 in „Deutschland“-Konfiguration gebaut. Alle europäischen Export-Ausführungen zusammen haben so lediglich eine dreistellige Stückzahl erreicht, während runde 20 % der Gesamt-Caprice-Produktion in den Nahen Osten geliefert wurde. Weitere 5 % waren für den kanadischen Markt bestimmt.
Die Geschichte der Exportmodelle ist kaum dokumentiert. Das von General Motors für 1992 veröffentlichte „Export“-Service Manual beschreibt ausschließlich die „deutsche“ Exportversion und erwähnt keine anderen marktspezifischen Ausführungen. Anders als die amerikanischen Ausgaben des Service Manuals hat das Export-Manual trotz gleichlautendem Herausgeber und gleicher Einbandgestaltung ein „GM ODC“-Logo für die GM Overseas Distribution Corporation auf dem Einband, welcher zu diesem Zeitpunkt alle Caprice-Exportmärkte mit Ausnahme Kanadas unterstanden.
Die Auswahl an Außenfarben wuchs für 1992 von sechs auf zehn: Dark Green Gray Metallic (18U), Light Sapphire Metallic (22U), Light Gold Metallic (67U) und Flame Red Metallic (74U) kamen neu ins Programm.
Die optischen Veränderungen am US-Modells für 1992 waren geringfügiger Natur: B-Säulen waren jetzt in Wagenfarbe lackiert (statt schwarz foliert wie im Vorjahr), das ABS-Steuergerät wurde für 1992 unter dem Armaturenbrett statt im Kofferraum montiert und die „Holz“-Applikationen am Armaturenbrett und auf den Türverkleidungen erhielten ein helleres „Wurzelholz“-Muster. Der ABS-Schriftzug links am Heck entfiel am Ende des Modelljahres. Die Innenraumfarbe Rot unterscheidet sich 1992 geringfügig vom Rot des Modelljahrs 1991, die Skala der zivilen Tachoinstrumente reicht ab 1992 bis 100 mph (160 km/h), Exporttachos enden bei 200 km/h. Mindestens eine Werbebroschüre für die MAE-Version für 1992 zeigt ein Tachoinstrument, das bei 180 km/h endet.

##### 1993
Für 1993 erfuhr der Caprice eine deutlich aufwändigere optische Überarbeitung, unter anderem wurden die aerodynamisch gestalteten hinteren Radkästen geöffnet, das Heck mit einer transversen Chromzierleiste und neuen Rückleuchten ohne horizontalen Chromtrim versehen, und der Grill um einen „Chevrolet“-Schriftzug ergänzt. Die bisherige unterste Ausstattungsvariante „Caprice“ entfiel, „Caprice Classic“ wurde beibehalten und nach oben durch „Caprice LS“ ergänzt. Innenraumfarben und Dekor blieben unverändert. Autos, die mit Stahlfelgen bestellt wurden, waren ab 1993 mit gebürsteten Edelstahl-Radkappen ausgestattet, nachdem sich die Befestigungsclips der Plastik-Radkappen der Modelljahre 1991 und 1992 als unzufriedenstellend erwiesen hatten, was den frühen Zierblenden den Beinamen „Frisbee“ (und eine kostenlose Umtauschaktion des Herstellers) eingebracht hat. Die Absteppungen auf den Türverkleidungen entfielen, die Absteppungen auf den Sitzpolstern sind ab 1993 doppelt so breit wie 1991–1992. Die Innenraumfarbe Rot entspricht nach dem Umweg von 1992 wieder der des Modelljahres 1991.
1993 wurden elf Außenfarben angeboten, neu dazugekommen waren Light Driftwood Metallic (33U), Medium Garnet Red Metallic (72U), Dark Cherry Metallic (77U) und Purple Pearl Metallic (91U), nicht länger erhältlich waren die Vorjahresfarben Light Gold Metallic (67U) und Flame Red Metallic (74U) sowie das Dark Maple Red Metallic (78U) von 1991. 
Police Package-Fahrzeuge erhielten für 1993 eine Ausbaustufe der „Police Only“-Variante des LO5 5,7-Liter-V8 mit 205 PS, und auch erstmals einen Ansaugluftschalldämpfer, mit dem bisher nur zivile Fahrzeuge ausgerüstet gewesen waren.

##### 1994
Für 1994 wurde die Produktion des Caprices auf Arlington, Texas als einziges Werk konzentriert. Die Herstellung von Exportmodellen für Europa wurde aufgegeben. Die gesamte Modellpalette wurde von Chevrolets ehrwürdigem Generation 1-Small Block V8 (1955–2002) auf den brandneuen Generation 2-V8 (1992–1997) umgestellt, der als 4,3 Liter (L99) mit 200 PS und 5,7 Liter (LT1) mit 264 PS erhältlich war. 

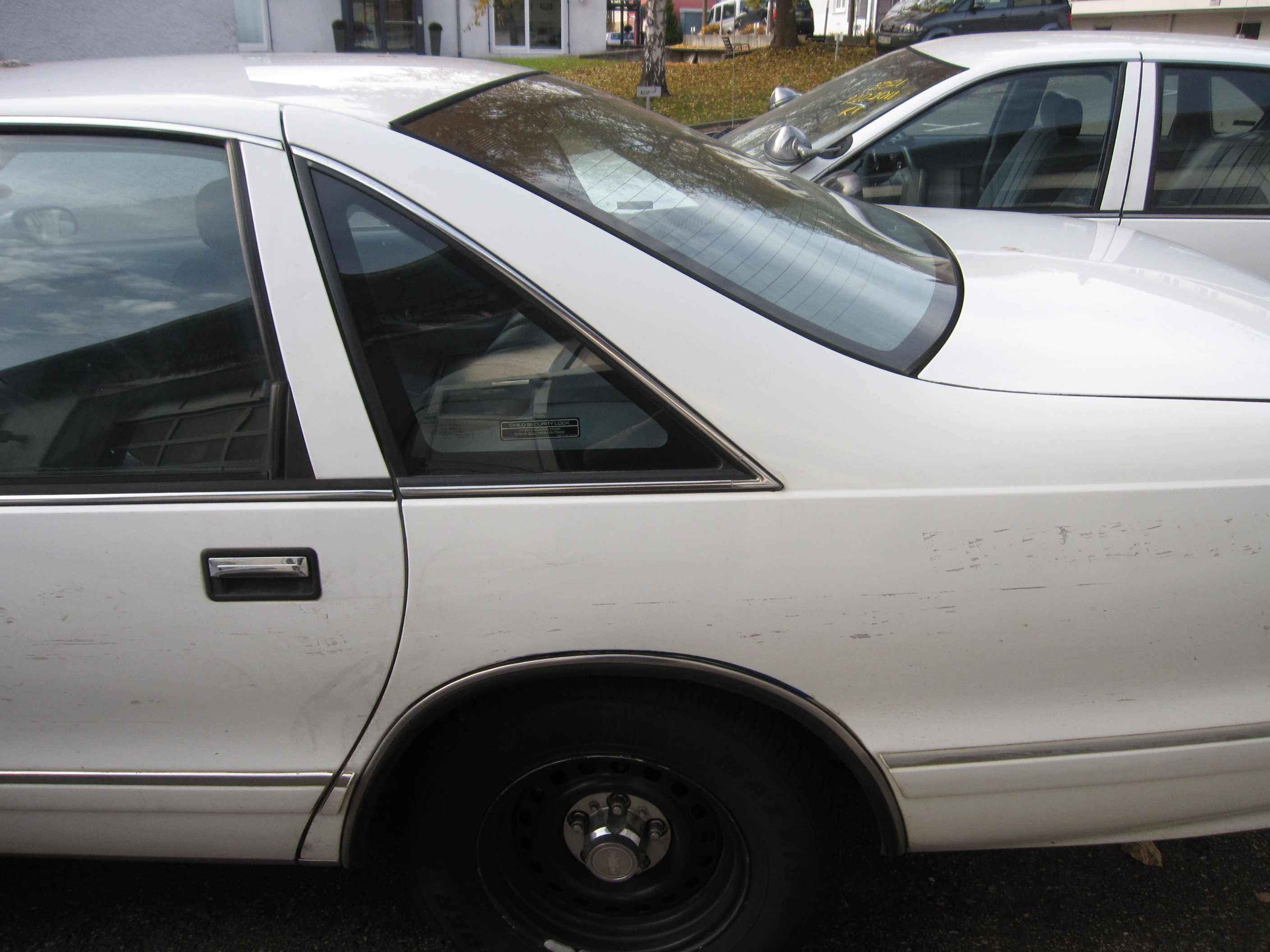
C-Säule 1991–1994

Besonders der LT1 ist dabei von erheblicher Verwirrung umgeben, da die Chevrolet Corvette (Y-Body) bereits 1992 und der Chevrolet Camaro (F-Body) 1993 auf Generation 2-Motoren gewechselt hatten, und zeitgenössische Beobachter nicht in der Lage waren, die neuen Aggregate der Fullsize-Baureihe von den Generation 2-Maschinen der sportlichen GM-Produkte zu differenzieren. LT1 ist als modellspezifischer Optionscode für alle GM 5,7-Liter-MPFI V8-Motoren der Ära, ungeachtet ihrer spezifischen Beschaffenheit zu verstehen, nicht als Bezeichnung für einen einzelnen, bestimmten Motor. Der B-Body-LT1 teilt sich mit dem Corvette-LT1 weder den Block, noch die Zylinderköpfe, noch die Ansaugbrücke oder Nockenwelle und auch sonst keine wesentlichen Teile – dennoch ist der Irrtum der frühen Berichterstatter bis heute zu einem populären Mythos ausgeufert, der Caprice ab 1994 zu „Fullsizes mit Corvette-Maschine“ erklärt.
Während der L99 als Standardmotorisierung für den Sedan diente, erhielten alle Kombis den LT1. Für alle Sedans außer dem Taxi-Paket (9C6) war der LT1 optional. Zivile Käufer mussten das B4U „Sportpaket“ bestellen, um den LT1 als optionalen Motor auswählen zu können. Mit den neuen Motoren wurde auch eine neue Ausbaustufe des 4-Gang-Automatikgetriebes eingeführt, das 4L60E, als Nachfolger des 4L60 von 1991–1993. Da die Wasserpumpen der Generation 2-Motoren von einer Welle über einen Nockenwellenantrieb betrieben wurden und nicht mehr über eine Riemenscheibe verfügten, wurde der traditionelle zentrale mechanische Kühlerlüfter der Generation 1-Motoren durch zwei elektrische Kühlerlüfter direkt hinter dem Hauptkühler ersetzt. Einzig Fahrzeuge mit dem optionalen Heavy-Duty-Kühlerpaket waren noch mit einem seitlich versetzten, kleinen mechanischen Lüfter neben einem einzelnen elektrischen Lüfter ausgestattet.
Im Innenraum erhielt die Baureihe ein völlig neugestaltetes Armaturenbrett mit neuem Lenkrad, Beifahrer-Airbag, neuen Anzeigeinstrumenten und einem digitalen Tacho. Blau (Medium Adriatic Blue) war die vorherrschende Innenraumfarbe und ersetzte das bisher angebotene Dark Adriatic Blue. Rot, Beige und Grau waren ebenfalls erhältlich, die bisherige Auswahl an Stoff, Leder und Vinyl wurde aufrechterhalten – allerdings waren Einzelsitze vorne jetzt Standard anstelle der Sitzbank in „Special Equipment Options“ (SEO)-Fahrzeugen wie dem Polizei- und dem Taxipaket. 

1994 waren zehn Außenfarben verfügbar. Bright Silver Metallic (13U) wurde durch Light Gray Metallic (14U) ersetzt, White (40U) durch Bright White (16U). Anstelle von Light Sapphire Metallic (22U) und Black Sapphire Metallic (28U) traten Medium Adriatic Blue Metallic (30U) und Light Adriatic Blue Metallic (36U). Gunmetal Metallic (87U) wurde nicht länger angeboten.     

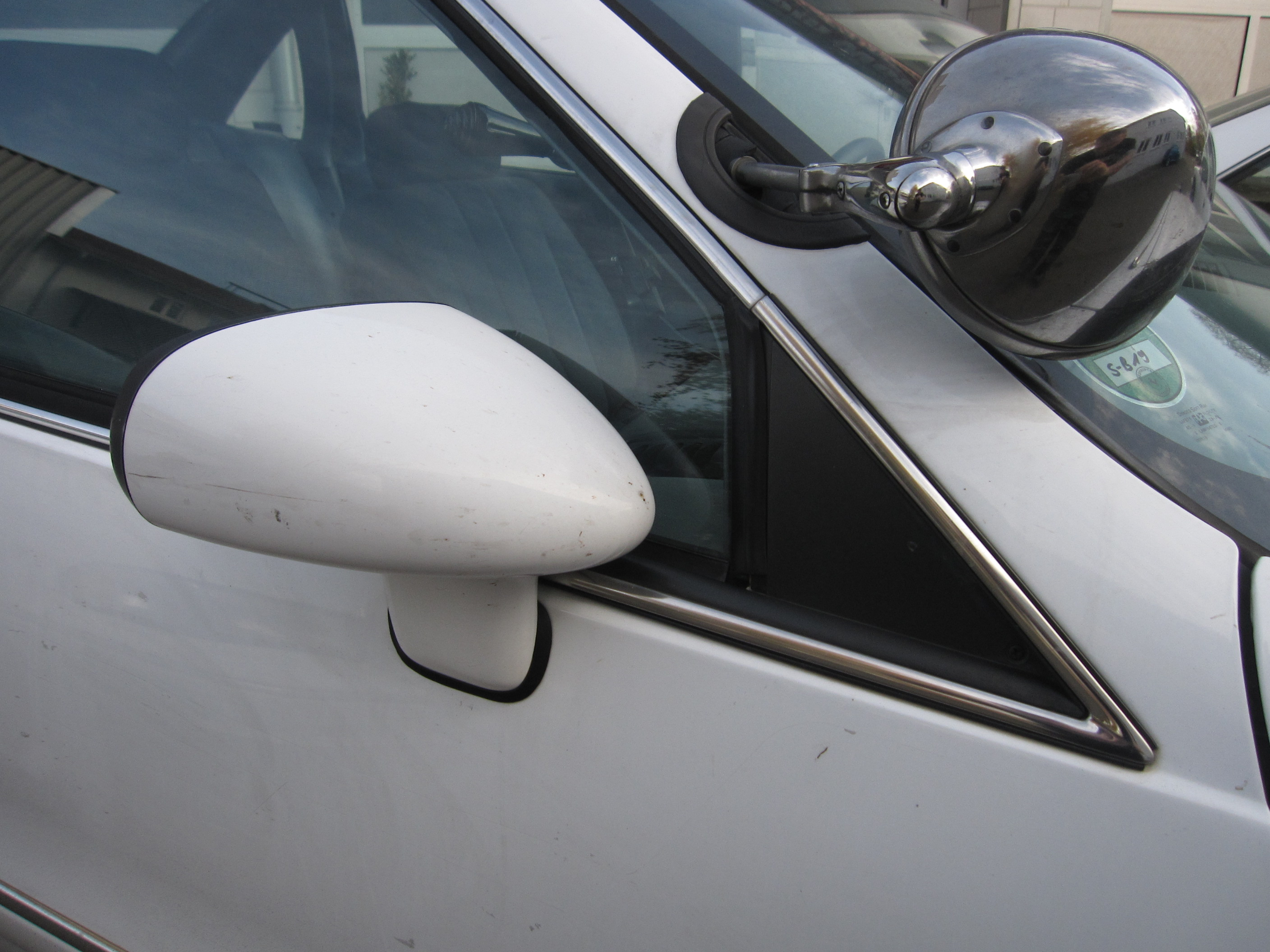
„Aero Pod“-Außenspiegel, 1991–1994

Ebenfalls für 1994 wurde der sportliche LTZ für den Heimatmarkt und für Europa eingestellt, und durch den Impala SS (WX3) ersetzt, der zuerst nur in Schwarz erhältlich war. LT1 5,7-Liter-V8, 17-Zoll-Felgen, Differentialsperre nebst einer Hinterachsübersetzung von 3,08:1, graue Lederausstattung mit integrierten Frontkopfstützen, Heckspoiler, DeCarbon-Stoßdämpfer, 1-Zoll-Werkstieferlegung (25,4 mm) im Vergleich zum Zivilmodell (2 Zoll im Vergleich zum 9C1) und die hinteren Scheibenbremsen vom Polizeimodell 9C1 machten den SS zu einem „Instantklassiker“, der vor allem bei älteren Käufern beliebt war, die sich noch an den letzten Impala SS von 1969 erinnern konnten. Für den Exportmarkt im Nahen Osten wurde der LTZ beibehalten und um eine lokale Version des Impala SS ergänzt, den Caprice SS (WX8), der auf verbleites Benzin ausgelegt war und keine Katalysatoren hatte, was ihn zum schnellsten Modell der gesamten Baureihe macht. Die 9C1-Version des Caprice erhielt für 1994 neben serienmäßigen Einzelsitzen auch als erster GM-Fullsize in der Geschichte Scheibenbremsen auf der Hinterachse. Das Polizeifahrwerk (7B3) erhielt eine Überarbeitung, bei dem unter anderem die langen Stoßdämpfer der Modelle 1991–1993 stark gekürzt wurden, und die auffällige verschraubbare Nabenkappe mit der Bezeichnung N92 auf einem neugestalteten Heavy-Duty-Stahlrad (N97) zum Einsatz kam. Flottenkäufer von 9C1-LT1-Fahrzeugen konnten optional Fahrzeuge ohne Geschwindigkeitsbegrenzung bestellen, sofern Reifen im Format 235/70R15V gewählt wurden, 9C1-LT1 mit dem Standard-Format 225/70R15H wurden elektronisch bei 130 mph (208 km/h) abgeregelt, Zivilfahrzeuge (außer den WX3 und WX8) bei 108 mph (177 km/h). „Eigentlich können Sie Ihren Führerschein gleich abgeben“ titelte ein US-Automagazin im Hinblick auf die Fahrleistungen der im Rahmen der MSP-Test mit 143 mph (230 km/h) gemessenen Polizeiversion. Damit war der Police-Package-Viertürer fast 10 km/h schneller als der Ford Mustang Special Service Package (SSP), der während des CAFE-Jahrzehnts das einzige schnelle Polizeifahrzeug aus amerikanischer Produktion gewesen war.

##### 1995
Für 1995 wurde ein letztes Überbleibsel des originalen „Aero“-Designs aus dem Erscheinungsbild des Caprice entfernt: Der Caprice hatte ab 1995 große Außenspiegel an der Vorderkante der Seitenfenster, wo bisher kleine „Aero Pod“-Spiegel auf der Türhaut gewesen waren. Außerdem wurde die C-Säule unten nach vorne gezogen – ein rein optisches, ab 1995 in das Karosserieblech integrierte Designelement, das der Impala SS 1994 mit einer Plastikblende über der hintersten Seitenscheibe erzeugt hatte. 

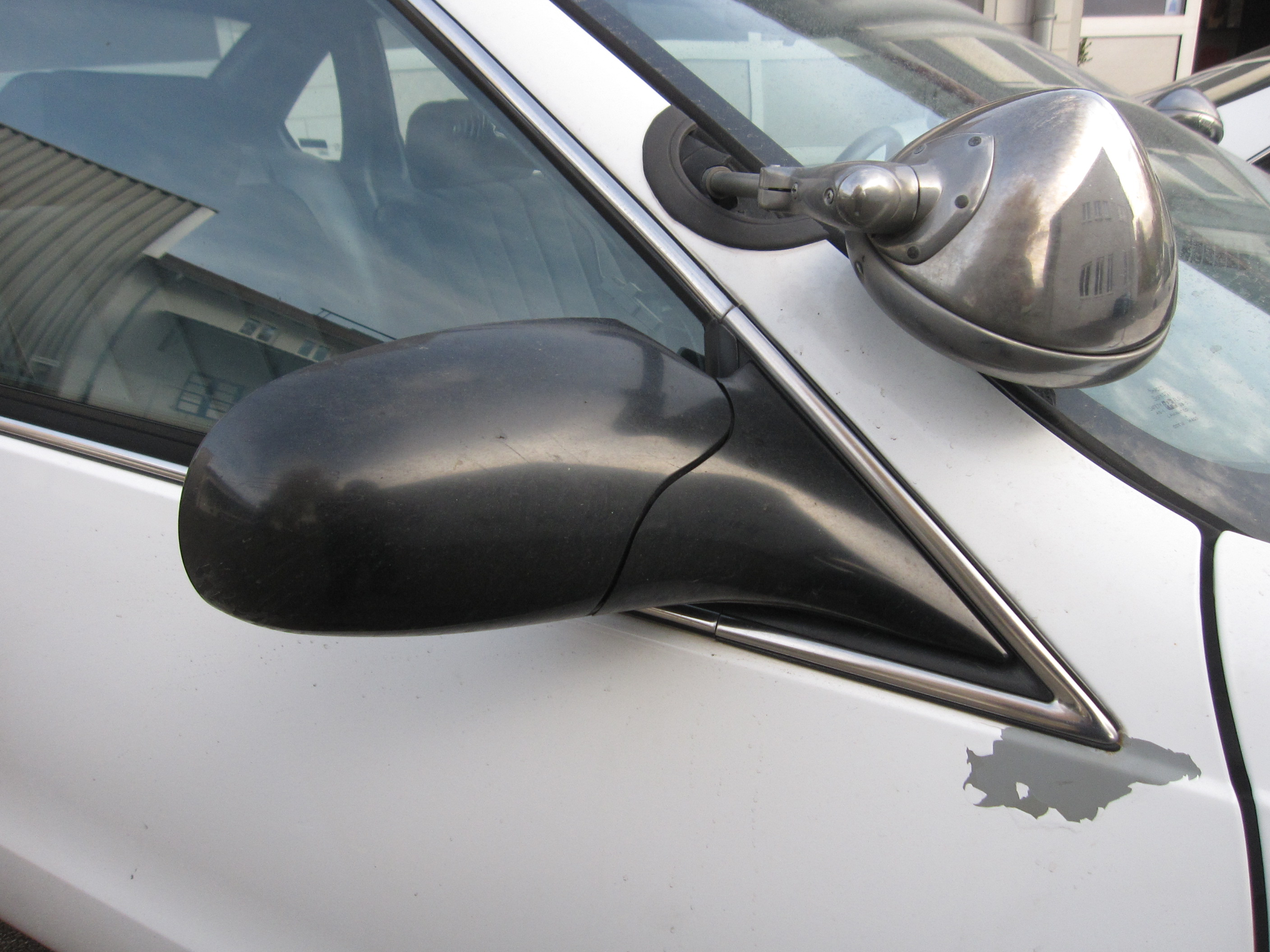
Außenspiegel, 1995–1996

Die Motoren- und Getriebeauswahl blieb für 1995 unverändert. Unter der Haube wich das bisherige Layout der Brems- und ABS-Leitungen einer neuen Verlegung, die das rostanfällige Leitungsbündel über dem linken oberen Querlenker durch mehrere einzelne Stränge ersetzte. Der obere Ausgleichsschlauch zwischen Kühler und Kühlerreservoir entfiel ersatzlos. Die WX3 und WX8 waren ab 1995 auch weiterhin nur mit grauer Leder-Innenausstattung aber außen zusätzlich in Dark Green Grey Metallic (DGGM) und Dark Cherry Metallic (DCM) erhältlich, was rückwirkend dazu geführt hat, dass die ehemals einzige Außenfarbe Schwarz unter Enthusiasten als „BBB“ bezeichnet wird. Ebenfalls für 1995 erhielt die gesamte Baureihe neu gestaltete Radios, Stoffsitze in Zivilmodellen haben ab 1995 stark zeitgenössische Zusatz-Farbmuster.
Die Farbauswahl für Zivilmodelle entspricht der von 1994, außer das Light Gray Metallic (14U) durch Granite Gray Metallic (03U) ersetzt wurde.
Production Sequence Number 100020 des Modelljahres, ein LT1-9C1 und zwanzigstes der insgesamt 21 von GM produzierten Vorserienautos für die letzte optische Überarbeitung der Modellreihe, hat überlebt und war von 2003 bis 2008 in der GM Heritage Collection in Detroit ausgestellt – es befindet sich inzwischen in einer deutschen B-Body-Sammlung.

##### 1996
Für 1996 wurde die gesamte Baureihe auf den zum Modelljahr 1996 in den USA zwingend vorgeschriebenen OBD-II-Standard umgestellt. Dies bedeutet neben einem komplexeren Motormanagement auch die Verwendung von vier anstelle der bisherigen zwei Lambda-Sonden. Motor und Getriebe wurden beibehalten, im Innenraum wurde Grau anstelle von Blau zur Standardfarbe, alle Stoffsitze in Polizeifahrzeugen haben ab 1996 Vinyl-Wangen. Ansonsten unterscheiden sich die Modelle 1995 und 1996 nur dadurch, dass die Plattformbezeichnung „B“ für 1996 nach 37 Jahren in „GMT 300“ geändert wurde, und das in diesem Zug geänderte Format des Service Parts Identification Label im Kofferraumdeckel. 1996 war außerdem erstmals keine Kombi-Version des Polizeimodells (1A2) mehr erhältlich. 

Außer dem Wegfall von Purple Pearl Metallic (91U) blieb die Palette der angebotenen Außenfarben unverändert.  

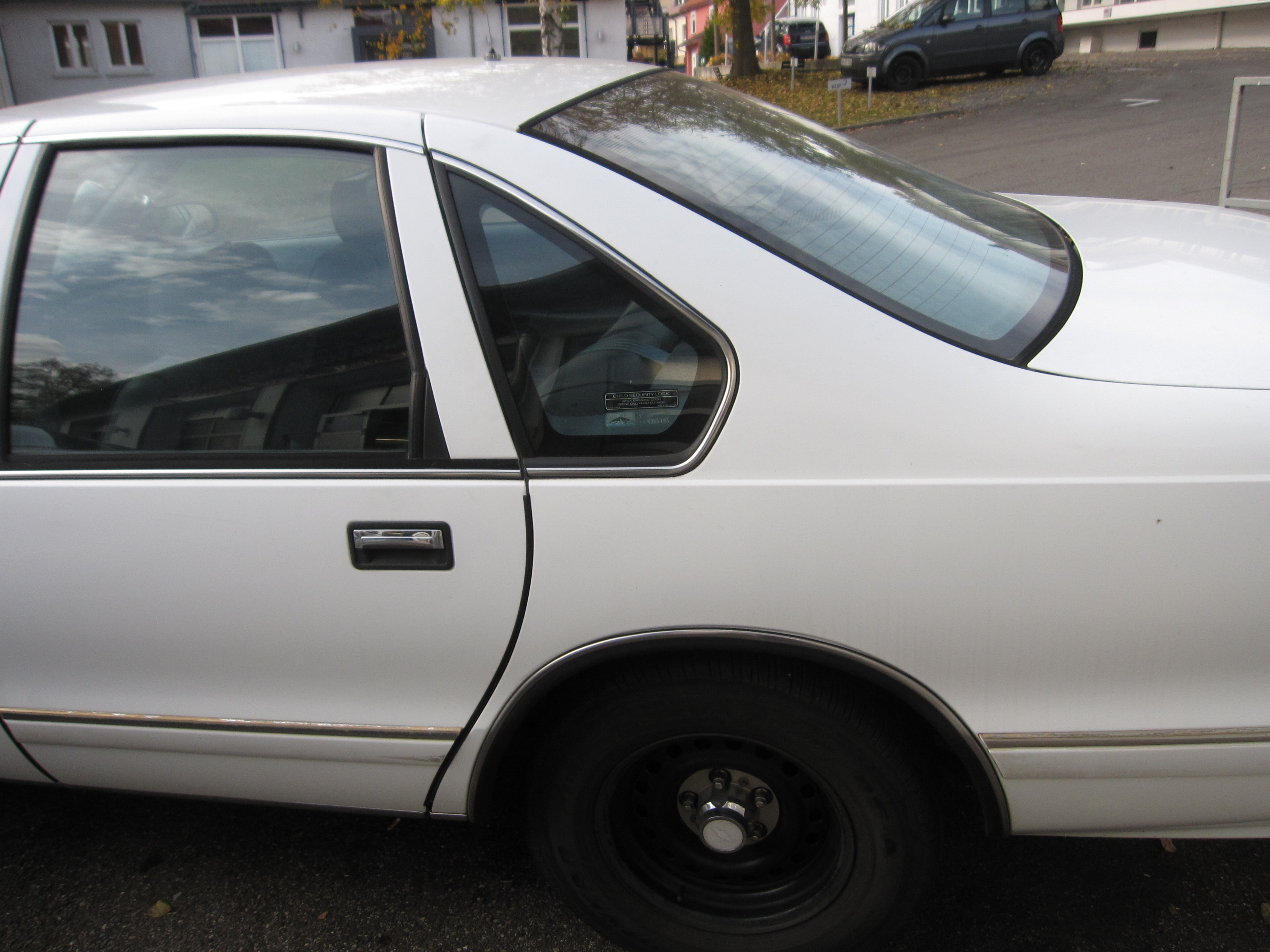
C-Säule, 1995–1996

Einzig die WX3 und WX8 erfuhren eine Aufwertung: Das digitale Anzeigeninstrument, welches sich alle Modelle der Baureihe teilten, wurde in den „SS“-Modellen gegen ein vollständig analog instrumentiertes Cockpit mit Drehzahlmesser ersetzt, gleichzeitig wanderte der Automatik-Wahlhebel von der Lenksäule auf die Mittelkonsole. Für 1996 trat der Caprice 9C1 zum letzten Mal bei den Fahrzeugtests der Michigan State Police (MSP) an, mit dem erklärten Ziel, den sechsstufigen Testprozess zum 10. Mal in Folge zu gewinnen. Diese Absicht führte an anderer Stelle zur Entsendung eines speziell vorbereiteten Testfahrzeuges durch Volvo, und dem dritten Versuch von Volvo seit 1975, auf dem US-Flottenmarkt Fuß zu fassen. Das Aufeinandertreffen des Chevrolet Caprice 9C1 und des Volvo 850 Turbo während der MSP-Tests für 1996 am 16. September 1995 wird unter Enthusiasten heute noch als der Showdown zwischen dem US- und dem europäischen Automobilbau des 20. Jahrhunderts gewertet. Das Ergebnis des MSP-Tests hat Fotograf Tom Yates für die Ewigkeit festgehalten – sein bekanntes Bild zeigt Chevrolet Special Vehicle Division-Ingenieure im Test-Caprice auf dem Chrysler-Rundkurs in Chelsea, Michigan, die uneinholbar in Führung liegend auf dem Weg zum 6:0-Sieg die Chevrolet Special Vehicles-Flagge aus dem Beifahrerfenster des Testwagens gehisst haben.
Kurzfristig wurde 1996 die Entscheidung getroffen, das Werk Arlington nur noch zur SUV-Produktion zu nutzen. Das bevorstehende Modelljahr 1997 des Caprice wurde nicht mehr produziert, der für 1997 geplante Impala SS in der Farbe Medium Marble Metallic (MMM) ist trotz bereits angelaufener Teileproduktion nie erschienen. General Motors verlängerte das auslaufende Modelljahr 1996 um fast drei Monate, um bestehende Bestellungen abzuarbeiten, bis am 13. Dezember 1996 um 14:32 Uhr Ortszeit die Produktion der Chevrolet-Fullsize-Baureihe in den Vereinigten Staaten nach mehr als 40 Jahren eingestellt wurde.
Mit dem Caprice zusammen wurde der B-Body Buick Roadmaster, und der auf dem technisch fast identischen D-Body basierende Cadillac Fleetwood Brougham eingestellt. Der Oldsmobile Custom Cruiser war bereits am Ende des Modelljahres 1992 vom Markt genommen worden. Heute werden in Arlington nach wie vor die Full-Size-SUVs (Cadillac Escalade, Chevrolet Tahoe) hergestellt.

#### Two-Gen Motoren: LT1 / L99
Die ab 1994 auf dem Caprice verfügbaren „Generation II“-Motoren sind Gegenstand erheblicher Verwirrungen. Dies ist unter anderem darin begründet, dass Chevrolet von 1955 bis 1997 kontinuierlich am Grundblockdesign einer einzigen V8-Motorenfamilie festgehalten hat. Diese erste Generation, ursprünglich bezeichnet als „Small Block Chevrolet“, ist der definierende Motor des amerikanischen Automobilbaus, und mit weit über 100.000.000 produzierten Einheiten der meistgebaute Pkw-Motor der Geschichte. Erst 1997 sind die Generation I-Motoren in der Serie nach und nach durch Generation III-Motoren ersetzt worden, seit 2003 findet die Generation I keine Verwendung mehr, als „Crate Engine“ wird der SBC aber weiter hergestellt. Im Gegensatz zur fast 50-jährigen Verwendungsgeschichte der Generation I ist die Generation II nur sechs Modelljahre lang – und parallel zur Gen I erhältlich gewesen, 1992 bis 1997, was ihr den Beinamen „Vergessene Generation“ oder „Verlorener Smallblock“ eingebracht hat. „Two Gen“, „Two-Gen“, „2nd Gen“ oder „Generation II“ werden synonym verwendet. 

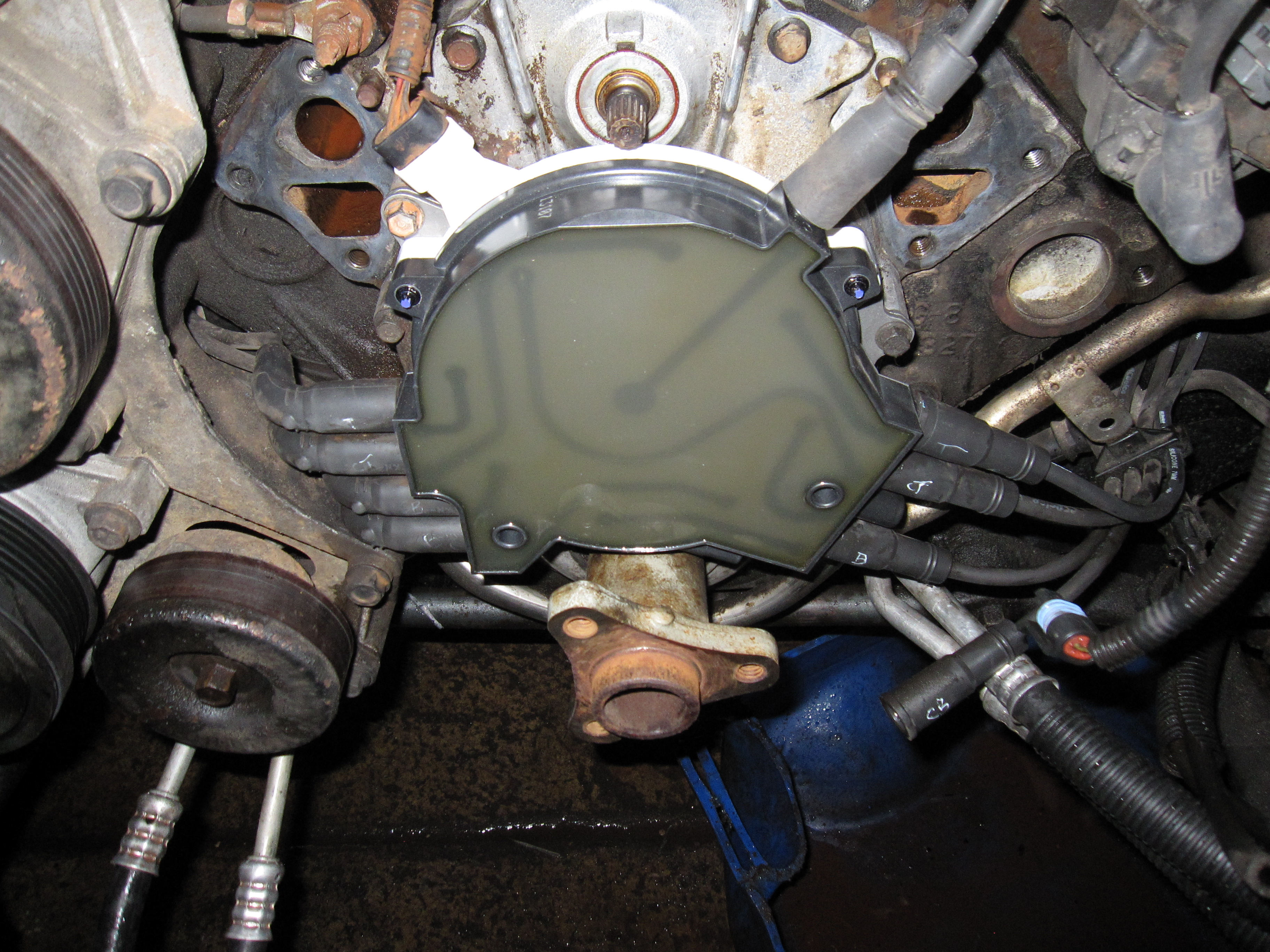
„Optispark“-Verteiler vor dem Motorblock (Wasserpumpe abgebaut). Dies ist ein Ersatzteil, werksseitig installierte Optisparks hatten eine „Erdnußbutter“-farbene Gehäuseabdeckung

Two-Gen-Motoren unterscheiden sich von der ersten Generation in erster Linie durch die geänderte Kühlung: Der Kühlkreislauf der Generation I läuft Pumpe > Motorblock > Zylinderköpfe > Hauptkühler, während Two-Gen-Motoren „rückwärts“ kühlen: Pumpe > Zylinderköpfe > Block > Hauptkühler – außerdem wird die Two-Gen-Wasserpumpe von einem Nockenwellenabtrieb durch die Rückseite des Gehäuses betrieben, und nicht über eine Riemenscheibe von der Kurbelwelle. Der Zündverteiler der Generation I ist oben am rückwärtigen Ende des Blocks durch die Ansaugspinne montiert und bildet gleichzeitig Teil des Ölpumpenantriebs. Die Generation II verwendet einen flachen, optisch gesteuerten „Pfannkuchen“-Verteiler mit der Bezeichnung „Optispark“, der direkt von vorne auf die Nockenwelle aufgesteckt wird. Beide Änderungen haben wesentlich zur extremen Leistungsausbeute der Two-Gen-Motoren beigetragen, wurden von Enthusiasten mit mehr als 35 Jahren SBC-Erfahrung aber kaum wohlwollend begrüßt. Eine Designschwäche der ersten Version des Optispark hat zusätzlichen Anlass zu Kritik am Two-Gen-Design geschaffen – auch wenn dieser Fehler bereits 1993 korrigiert wurde, werden dem Optispark bis heute – völlig zu Unrecht – erhebliche technische Schwächen nachgesagt.
Two-Gen-Verwendung beschränkte sich auf drei Plattformen, GM Y (Chevrolet Corvette), GM F (Chevrolet Camaro / Pontiac Firebird) und GM B (Chevrolet Caprice, Buick Roadmaster). Produziert wurden zwei verschiedene Hubräume, ein 4,3-Liter-L99 (265 in³), sowie ein 5,7-Liter-LT1 (350 in³), der in der Corvette (und dem Camaro SS) in leicht abgewandelter Form auch als LT4 (1997) erhältlich war. Der L99 wurde auch als CNG-Version angeboten und war nur im Caprice verfügbar, alle Buick Roadmaster nutzten den LT1.
Es kann nicht überbetont werden, dass es sich bei den LT1 für die Y-, F- und B-Plattform um drei verschiedene Motoren handelt, die das gleiche Blockdesign – aber verschiedene Blöcke (und Zylinderköpfe, Nockenwellen, Ventiltriebe etc.) verwenden. Enthusiasten sind meist in der Lage, zu verstehen, dass die Corvette zwischen 1955 und 1991 mit verschiedenen 350 in³-SBCs ausgeliefert wurde, ohne dass dadurch alle anderen 350 in³ SBC automatisch zu Corvette-Motoren werden. Die gleiche Logik wird der Generation II allerdings hartnäckig verwehrt – in zeitgenössischer und gegenwärtiger Berichterstattung wird LT1 fast immer mit „Corvette-Motor“ gleichgesetzt, auch wenn sich die Corvette-LT1 und die B-Body-LT1 noch nicht einmal den Motorblock teilen.
Ein Ursache für den hartnäckigen Irrglauben ist in einer Eigenheit des GM Regular Production Option (RPO)-Katalogs zu suchen: Option Codes sind generischen Inhaltes, aber fahrzeugspezifisch in der Verwendung – der Code T90 etwa steht für „LAMP, SIGNALING & MARKER, EXPORT“ und beschreibt allgemein Fahrtrichtungsanzeigeeinheiten in exportspezifischer Ausstattung – in diesem Fall mit gelben Fahrtrichtungsanzeigern. T90 wurde auf allen exportierten GM-Modellreihen genutzt, unter anderem dem Caprice und dem Camaro – ohne dass sich deren Rückleuchten im geringsten ähnlich sind. T90 (Caprice) ist ein völlig anders Bauteil als T90 (Camaro), aber beide erfüllen die Definition „Lamp, Signaling & Marker, Export“.
Gleiches gilt für den Option Code LT1 – „ENGINE GAS, 8 CYLINDER, 5.7L, MULTIPOINT FUEL INJECTION, HIGH OUTPUT“, der alle verschiedenen Versionen der Definition umfasst, ohne dass diese notwendigerweise baugleich sind.

#### Package Cars: Special Equipment Options 9C1, 9C6, 1A2

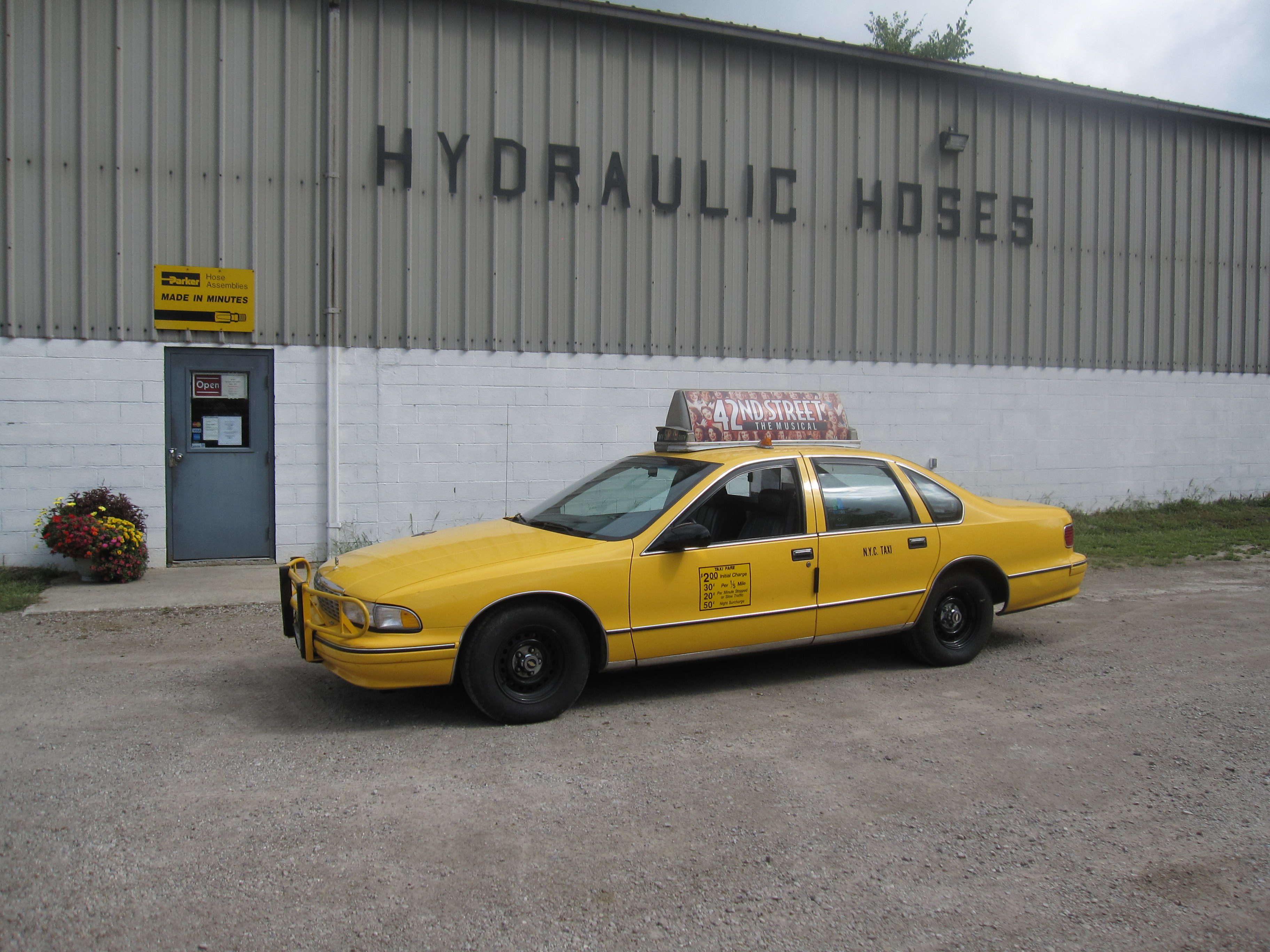
1996 Caprice 9C6

Von 1991 bis 1996 waren die Caprice-Modelle (wie auch die Vorgängergeneration) mit einer Reihe von Optionspaketen bestellbar. Für alle Fahrzeuge und alle Käufer stand grundsätzlich ein Katalog aus meist aufpreispflichtigen Optionen und Optionspaketen zur Verfügung, sogenannten Regular Production Options (RPO), die Teilweise bereits zu „Paketen“ zusammengefasst bestellt werden konnten, etwa das „Sportpaket“ B4U. Unter bestimmten Voraussetzungen konnten Käufer aber auch bestimmte Grundpakete bestellen, die neben einer Reihe von speziell zusammengestellten RPOs auch „Pakete“ aus sogenannten, nicht frei bestellbaren Special Equipment Options (SEO) beinhalteten, und zudem weitere (wiederum aufpreispflichtige) Optionen aus dem SEO-Katalog verfügbar machten.
Die drei wichtigsten auf der vierten Generation Caprice verfügbaren SEO-Paket waren:
- 9C1 (Police Package)
- 9C6 (Taxi Package)
- 1A2 (Special Service Wagon)

Selbst innerhalb der GM-Werksliteratur herrscht Uneinigkeit über die genaue Bezeichnung der einzelnen Pakete. Im Sprachgebrauch hat sich „Police Package“ (bzw. „Taxi Package“) etabliert, während nach dem technischen Aufbau des GM-Bestellsystems „SEO Identification Police Car“ die korrekteste Bezeichnung wäre. Die interne GM „Masterliste“ für alle RPO/SEO verwendete „SEO Police Vehicle“, während der Chevrolet-Teilekatalog für den Caprice „9C1“ als „Police Car“ aufschlüsselt. Für das 1A2-Paket wurde auch die Bezeichnung „Public Service Vehicle“ verwendet. Sicher nicht korrekt ist die manchmal gebrauchte Bezeichnung „Police Package Wagon“, da die 1A2-Kombis explizit kein volles „Police“-Rating besaßen, analog etwa den SSP und B4C-Paketen für den Ford Mustang und den Chevrolet Camaro, oder der „Scout Car“-Einstufung für verschiedene Chrysler FWD-Produkte. Ein vergleichbares Paket wurde auf der Caprice-Limousine nicht angeboten, war aber z. B. für den Chevrolet Lumina oder den späteren W-Body als 9C3 „Police Vehicle, Limited Content“ verfügbar.
Technisch betrachtet reicht das Chevrolet Police Package auf eine Zeit zurück, in der Polizeifahrzeuge in erster Linie zusätzliche Ladekapazität und Stromversorgung für zeitgenössisch sehr schwere Funkausrüstung benötigt haben. Erst in den Sechzigern wurden die Pakete zur „Go Fast“-Optionierung, und schon in den Siebzigern ist „Police Package“ meist nur noch gleichbedeutend mit „günstig“ und „ausgenommen von Emissionsvorschriften“ – letzteres ein Zugeständnis des Gesetzgebers an polizeiliche Einsatzbedingungen in der Ära des nationalen 55 mph (88 km/h)-Tempolimits und des Corporate Average Fuel Efficiency Standards (CAFE). Erst in den Achtzigern hat sich ein Gleichgewicht aus „günstig“, „haltbar“, „bedienbar“ und „schnell“ etabliert.
Der Caprice 9C1 LT1 von 1994 bis 1996 gilt heute in den USA als der beste Streifenwagen des 20. Jahrhunderts – die B-Plattform selbst hat zehn Jahre in Folge die Michigan State Police Fahrzeugtests gewonnen, dreimal (1990, 1991 und 1996) sogar alle sechs Testkategorien gleichzeitig, was keinem anderen Fahrzeug in der Geschichte der MSP-Tests bis dahin gelungen war. Nur ein einziger andere Streifenwagen, der Dodge Polara von 1969, hat vergleichbare Höchstgeschwindigkeiten erreicht – allerdings nicht in einer offiziellen Messung. Schneller als der 9C1 war unter vergleichbaren Bedingungen nur der Camaro B4C, der allerdings nicht in die gleiche Fahrzeugklasse fällt. Erst 2005 konnte Chrysler mit der Neuauflage des Dodge Chargers als Police Package-Limousine die Fahrleistungen des Caprice 9C1 überbieten.
| Bezeichnung           | SEO | Fahrzeugtyp | Motor Standard | Motor Optional | Jahre     |
| --------------------- | --- | ----------- | -------------- | -------------- | --------- |
| Police Package        | 9C1 | Sedan       | LO3, L99       | LO5, LT1       | 1991-1996 |
| Taxi Package          | 9C6 | Sedan       | LO3, L99       | LB4            | 1991-1996 |
| Special Service Wagon | 1A2 | Wagon       | LO3, LO5, LT1  | LO5 (1991)     | 1991-1995 |

##### Kosten
Ein großer Teil der spezifischen Modifikationen für das Police- und Taxi-Package dient in erster Linie dem Merkmal „günstig“, etwa durch vereinfachte Innenausstattung mit Sitzbänken vorne (bis 1993) und schmucklosen Türverkleidungen, weniger Dämmmaterial, Null-Optionierung, Wegfall der Innenverkleidung im Kofferraum oder resistentere Materialien für Sitzpolster und Sitzkerne. Zusätzlich hatten SEO-Käufer diverse „Delete“-Möglichkeiten, etwa das Radio abzubestellen (UL5), umgekehrt konnte der Police Package-Gummiboden in der Kabine (6A3) abbestellt werden – das Auto wurde dann mit Teppichboden geliefert.
Police- und Taxi Package-Fahrzeuge waren aufgrund der sonstigen weitreichenden Modifikationen trotz aller Einsparmaßnahmen tatsächlich nicht günstiger als ihre zivilen Gegenstücke. Der Basispreis für ein Zivilmodell des Modelljahres 1996 in der Basisausführung (1SA) belief sich auf USD 29045, während das Police Package, das in der Bestell-Nomenklatur als 1SP geführt wurde, in der Basisausführung bereits USD 29190 kostete.

##### Haltbarkeit
Zum Zwecke der Haltbarkeit wurde etwa anderes Buchsenmaterial verwendet – und ab 1994 zusätzliche Rahmenbuchsen. Alterungsresistente Silikon-Kühlerschläuche (1T1) können ebenfalls dieser Kategorie zugeordnet werden, genauso wie die ab 1995 verwendeten Traggelenke aus der Light Truck-Klasse an der Vorderachse. 9C1 und 9C6 teilen sich sowohl Fahrwerk (7B3) als auch die 1T1-Option, aber nicht die Bremsanlage. Verwirrung umgibt den vielzitierten „verstärkten“ Leiterrahmen der 9C1-Version. Obwohl 9C1 und 9C6-Leiterrahmen eine andere Stanzmarkierung über der Hinterachse tragen als „zivile“ Rahmen, unterscheidet sich der eigentliche Rahmen von seinen zivilen Gegenstücken nur in der Bestückung mit Achsen und Fahrwerksteilen. Im GM-Ersatzteilsystem ist pro Modelljahr nur eine einzige Teilenummer für Sedan-Rahmen hinterlegt, Als wahrscheinlich kann angenommen werden, dass die Angabe „Heavy Duty Perimeter Frame“. aus der GM-Verkaufsliteratur für Polizeifahrzeuge eine Abgrenzung zu den überwiegend selbsttragenden Fahrzeugen der Ära hervorheben sollte – aber heute fälschlicherweise als Abgrenzung zu „zivilen“ Fahrzeugen derselben Baureihe verstanden wird Tatsächlich verstärkt wurde auf Bestellung die Dachstruktur mittig auf Höhe der Vordersitze (6G2) was den Aufbau einer Rundumkennleuchte an dieser Stelle ermöglichen sollte, auch wenn diese Art Sondersignal 1991-aufwärts von den Polizeidiensten in Nordamerika kaum noch verwendet wurde.

##### Bedienbarkeit

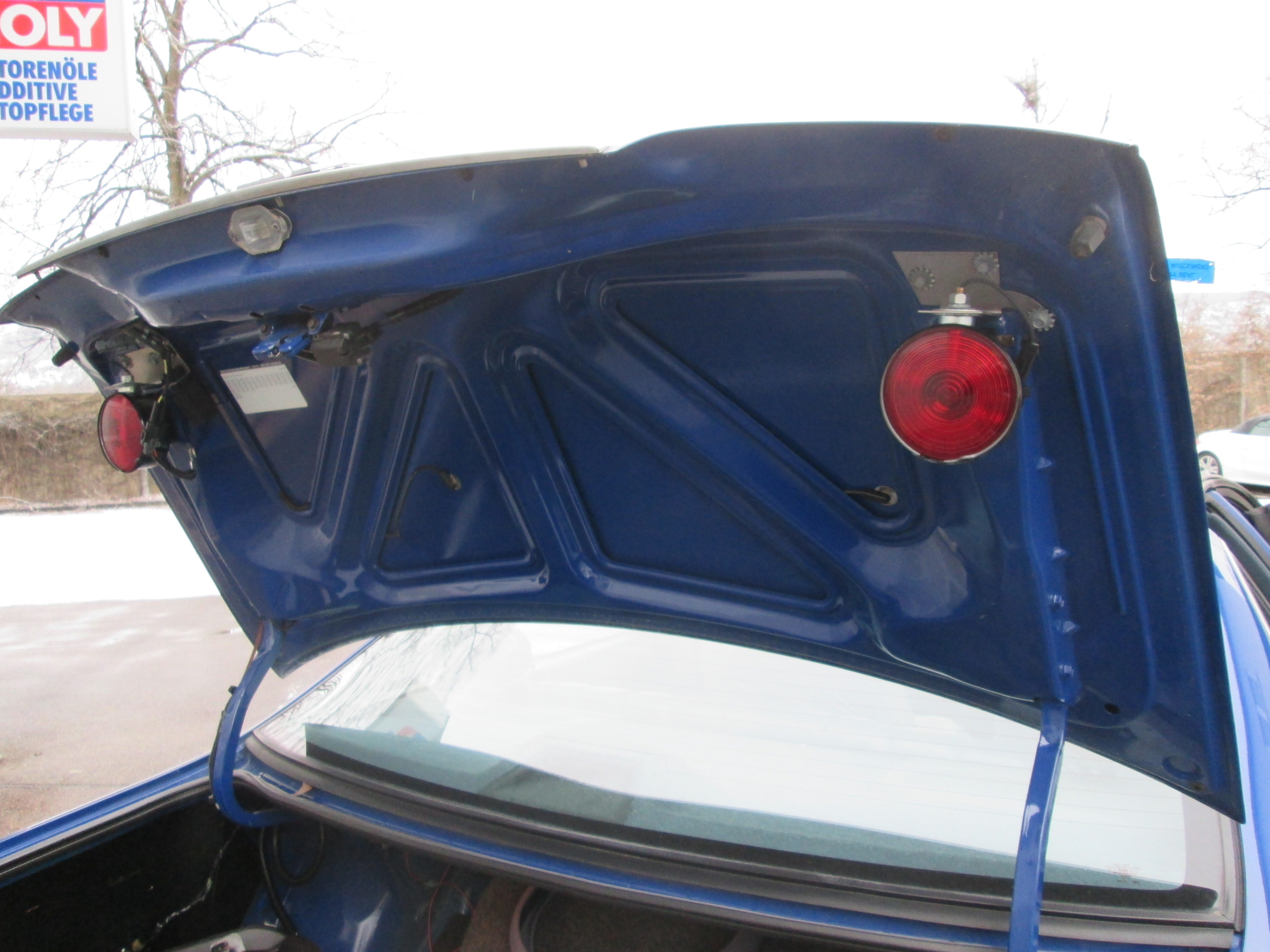
Special Equipment Option T53

Die Bedeutung „Bedienbarkeit“ im Sinne besonderer Anforderungen im Polizei- oder Taxieinsatz umfasst etwa die Verlegung des elektrischen Kofferraumöffners aus dem Handschuhfach heraus, auf die von außen erreichbare Position neben dem Lichtschalter (1994–1996), der Verzicht auf Warntöne für Licht, Zündschlüssel, Fahrtrichtungsanzeiger etc., für Polizeifahrzeuge eine Reihe von frei konfigurierbaren „Zugangsbeschränkungen“, etwa nicht von innen abschliess- bzw. bedienbare Fondtüren und -fenster, oder Vordertüren, die auch im abgeschlossenen Zustand von innen geöffnet werden können. Weiter hatten Package-Käufer die Möglichkeit, bestimmte elektrische Vorbereitungen zu bestellen, etwa Kabelbäume für Lichtbalken oder Taxi-Dachschilder. Polizeifahrzeuge waren außerdem mit Warnlichtern im Kofferraumdeckel (T53) oder zusätzlichen Brems- und Blinkleuchten auf der Hutablage (6J6) bestellbar. Beide Pakete konnten um einem zusätzlichen Abgriff des Tachosignals für Wegstreckenzähler oder Geschwindigkeitsmesseinrichtungen ergänzt werden, 9C1-Fahrzeuge hatten geeichte Tachoinstrumente. Taxi-Fahrzeuge haben einen Haltegriff im Innenraum über den Fondtüren und ein „Door Ajar“-Warnlicht für alle Türen und die Kofferraumhaube. Alle SEO-Fahrzeuge waren „Single Key“-Autos, bei denen ein Schlüssel alle Schlösser öffnet (mindestens zwei Schlüssel für Türen und Zündung waren US-Standard im 20. Jahrhundert). Flottenschlüssel und Suchscheinwerfer waren optional auf beiden Paketen, die Position des Reservereifens im Kofferraum war für SEO-Fahrzeuge wählbar (links oder mittig).
Oft werden „stichsichere“ Rückenplatten in den Sitzlehnen der Vordersitze der 9C1-Fahrzeuge vermutet – allerdings wird eine solche Vorrichtung nirgendwo in der GM-Verkaufs- und Teileliteratur erwähnt. Auch die häufig Polizeifahrzeugen zugeschriebenen „kugelsicheren“ Türen und/oder Glasscheiben waren zu keinem Zeitpunkt auf dem Caprice verfügbar. Vordere „Schutztüren“ für Polizeifahrzeuge mit einer leichten Aufpanzerung der US-Schutzklasse III-A wurden auf dem US-Markt erstmals 2006 von Ford als aufpreispflichtige Option angeboten. Bis heute bietet kein Hersteller Serien-Polizeifahrzeuge mit irgendeiner Art von Sonderschutzverglasung an.

##### Performance

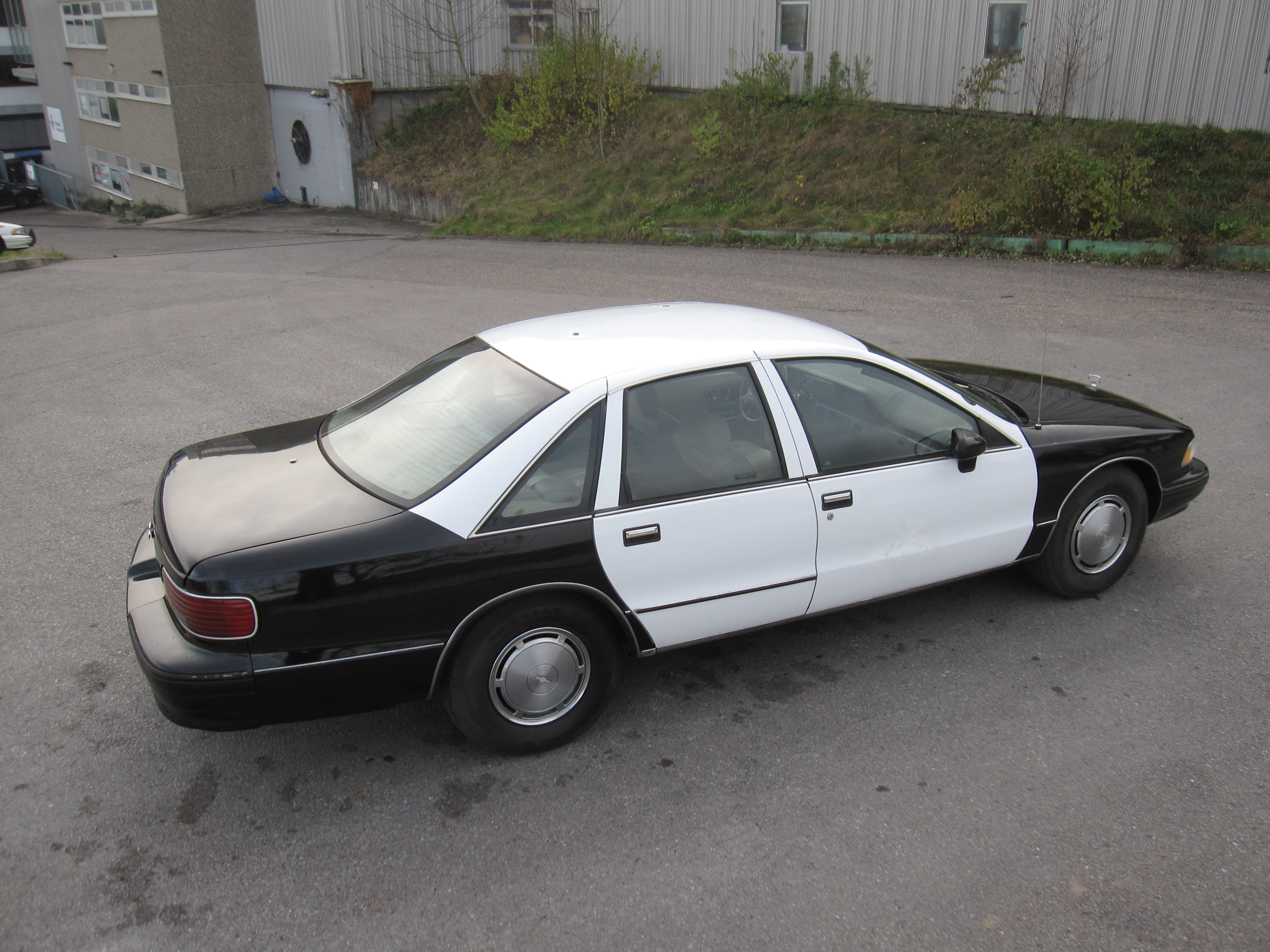
1993 Caprice 9C1 mit werksseitiger Sonderlackierung und „gelöschten“ Türzierleisten.

„Schnellfahr“-Optionen sind dem Police Package vorbehalten. Darunter fallen etwa die höhere Endgeschwindigkeitsbegrenzung, Scheibenbremsen auf der Hinterachse, vergrößerte Bremsbeläge vorne, stärkere Kühlerlüfter und externe Kühler für Motor- und Getriebeöl sowie Servoflüssigkeit und ab 1994 Luftleitbleche zur Kühlung der vorderen Bremsen. Weniger auffällig ist das kürzer übersetzte Lenkgetriebe, optional erhältlich waren spezielle „Handling“-Stoßdämpfer (8X3) vom deutschen Hersteller Bilstein. Anders als in den Sechzigern und Siebzigern, als spezielle Hochleistungs-Polizeimotoren grundsätzlich verfügbar waren, haben alle Streifenwagen in den Neunzigern im Wesentlichen mit der zivilen Serie beinahe identische Motoren verwendet. Der 5,7-Liter-V8 LO5-Zentraleinspritzer (1991–1993) im Caprice wurde zwar für Polizeifahrzeuge tatsächlich als „High Output“-Version konfiguriert, seine Leistung weicht allerdings nur um 10 (1992) bzw. 20 PS (1993) von der seines zivilen Gegenstücks ab. Der einzige echte, ausschließlich dem Flottenmarkt vorbehaltene SEO-Motor ist in der 4. Generation der 4,3-Liter-V6 LB4-Zentraleinspritzer, der nur zusammen mit dem 9C6-Paket bestellt werden konnte. V8- und V6-9C6 sind mit Ausnahme des Motors technisch identisch. Einzig die Lüfterzarge und beide Kühlerschläuche des V6-Modells sind länger als die der V8-Ausführung. Selbst die Peripherie der beiden Aggregate unterscheidet sich nur dadurch, dass der LB4 eine frühere Ausführung des TBI-Abgasrückführsystems verwendet.
Von 1994 bis 1996 wurden rund 75 % aller 9C1 mit dem optionalen 5,7-Liter-LT1-V8 bestellt, die 4,3-Liter-L99-V8 wurden häufig nur für „Non-Emergency“-Zwecke und Verwaltungsaufgaben angeschafft. Erwähnenswerte Ausnahmen von dieser Regel sind unter anderem Großstadtpolizeidienste wie das Los Angeles Police Department (LAPD) und das New York Police Department (NYPD), die beide fast ausschließlich 4,3-Liter-Fahrzeuge im uniformierten Streifendienst eingesetzt haben.

##### Erscheinungsbild
SEO-Optionierung eröffnete außerdem die Möglichkeit, Fahrzeuge in Sonderfarben oder mehrfarbig zu bestellen. Das Taxi-Gelb für 9C6-Fahrzeuge, die in New York eingesetzt werden sollten, ist beispielsweise eine SEO-Farbe, genauso wie das Blau der Streifenwagen der Michigan State Police. Die bei US-Streifenwagen weitverbreitete Schwarz-Weiß-Kombination dagegen ist ein SEO-Farbschema („Two-Tone“), dass in vielen Varianten verfügbar war. Die bis 1996 verwendete Blau-Weiß-Kombination der Einsatzfahrzeuge des NYPD zum Beispiel ist sowohl eine SEO-Lackierung als auch ein SEO-Farbschema. Alle SEO-Farben und -Farbschemata wurden immer in Verbindung mit schwarzen Außenspiegeln und Basiszierleisten ausgeliefert. Auf allen Fahrzeugen konnten Zierleisten entweder für die vorderen Türen oder für die gesamte Fahrzeugseite abbestellt werden, genauso wie alle Embleme auf Türen und Hauben, mit Ausnahmen des Haubenornaments und des Chevrolet-Abzeichens über dem Kofferraumschloss.

##### Verfügbarkeit

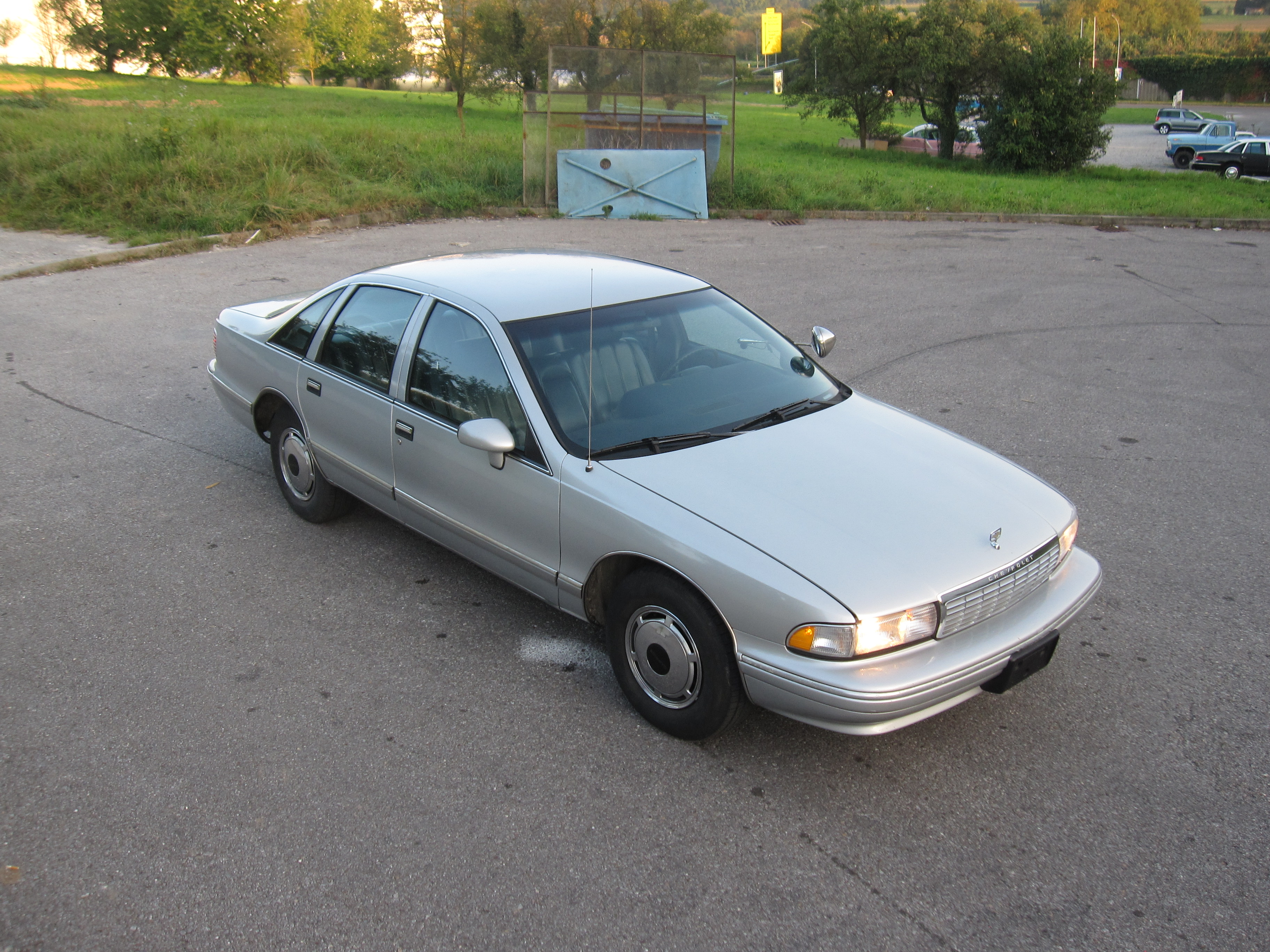
1993 Caprice 9C6 LB4

9C1- und 1A2-Fahrzeuge sollten ausschließlich durch Behörden erworben werden können, 9C6-Fahrzeuge sollten an eine „Flottenkäufer“-Registration gebunden sein. Regulierender Faktor scheint weitestgehend der Umstand gewesen zu sein, dass die SEO-Pakete weder bei Käufern noch bei auf den zivilen Absatzmarkt spezialisierten Händlern einen Bekanntheitsgrad genossen, und schlicht in Unkenntnis der Möglichkeit nicht von zivilen Käufern bestellt wurden. Tatsächlich wurden 9C1-Fahrzeuge häufig von Behörden im Allgemeinen, oder von städtischen und staatlichen Beschaffungsabteilungen für alle angeschlossenen Behörden gekauft, so dass teils kuriose Kombinationen zustande kamen, bei denen zivile Verwaltungstätigkeiten von zivilen Verwaltungsangestellten in hochmotorisierten Polizeifahrzeugen vorgenommen wurden. Schulverwaltungsbehörden (insbesondere im Süden der USA) haben 9C1-Fahrzeuge genauso genutzt wie „Mosquito Commissions“ – staatliche Insektenbekämpfer – in New Jersey oder wissenschaftliche Mitarbeiter der Universitäten von Nevada oder die Bauvorschriftsüberwachung der Stadtverwaltung von Carson City. Gleichzeitig haben aber auch Polizeiorganisationen, etwa das New York Police Department (NYPD) für bestimmte Aufgaben Taxi Package-Fahrzeuge genutzt.
Der Special Service Wagon fand keine weitreichende Verwendung. Nur insgesamt 846 Stück produzierte GM von 1991 bis 1995; der weit überwiegende Teil davon wurde an der Ostküste eingesetzt. Etwa 90 % der 9C6-Fahrzeuge wurden an der Ostküste ausgeliefert, da New York als einzige Stadt in den USA überhaupt ein werksseitiges Taxipaket als Voraussetzung für die Verwendbarkeit eines Pkw als Taxi innerhalb des Stadtgebietes vorschreibt. Das Modelljahr 1991 war das erste Jahr in der Geschichte des 9C6-Paketes, in dem kein Sechszylinder-Motor angeboten wurde. Dass der einzige verfügbare Motor (der L03-5,0-Liter) ein V8 war, stand offenbar im Konflikt mit der Beschaffungspolitik vieler New Yorker Flottenkäufer, so dass 1992 der LB4 4,3-Liter-V6 aus der Vorgänger-Generation des Caprice reaktiviert wurde – ausschließlich für Flottenkäufer, und ausschließlich für 9C6-Fahrzeuge.
Kombinationen aus verschiedenen, teils hochspezialisierten, oft in Konflikt stehenden Optionen oder sogar komplette Optionen sind für Flottenkäufer ebenfalls produziert worden, etwa für die Security Police der US Air Force, die 1991 insgesamt 245 9C1-Fahrzeuge bestellt hat – erkennbar am SEO-Code 1N8 „MARKING – REFLECTIVE BLUE, U.S. AIR FORCE“ – von denen ein Teil zur Verwendung auf Luftwaffenstützpunkten in Europa vorgesehen waren. Da in den europäischen Automobil-Schwellenländern 1991 noch immer kein bleifreier Kraftstoff flächendeckend verfügbar war (wie in den USA schon 1975 eingeführt), wurden 32 der USAF-Fahrzeuge ohne Katalysator und mit verändertem Motormanagement (NM8 „LEADED FUEL COMPATIBLE EXPORT/DOMESTIC MILITARY“) ausgeliefert.
Nicht mit dem Caprice in direkter Verbindung stehend, aber exemplarisch für die Bereitschaft von General Motors, auf Flottenkäufer-Sonderwünsche einzugehen, ist der Chevrolet Malibu, der 1981 in einer ungewöhnlich hohen Stückzahl in einer technisch sehr ungewöhnlichen Motor-Getriebe-Optionen-Konfiguration in Kanada als staatlich-irakische Taxiversion produziert wurde. Der heute sogenannte „Irakibu“ erlangte lokale Berühmtheit, als der Irak die Annahme der letzten 12.500 Fahrzeuge der Sonderproduktion verweigerte.

###### Stückzahlen
| Modelljahr |  | 9C1 Gesamt | 9C1 LO5 | 9C1 LO3 |  | 9C6 Gesamt | 9C6 LO3 | 9C6 LB4 |  | 1A2 Gesamt | 1A2 LO5 | 1A2 LO3 |
| ---------- |  | ---------- | ------- | ------- |  | ---------- | ------- | ------- |  | ---------- | ------- | ------- |
| 1991       |  | 34.562     | 29.313  | 5.249   |  | 2.046      | 2.046   | -       |  | 134        | -       | 134     |
| 1992       |  | 28.652     | 22.302  | 6.350   |  | 2.054      | 283     | 1.771   |  | 172        | 172     | -       |
| 1993       |  | 27.642     | 21.177  | 6.465   |  | 2.565      | 1.035   | 1.525   |  | 168        | 168     | -       |

| Modelljahr |  | 9C1 Gesamt | 9C1 LT1 | 9C1 L99 |  | 9C6 L99 Gesamt |  | 1A2 LT1 Gesamt † |
| ---------- |  | ---------- | ------- | ------- |  | -------------- |  | ---------------- |
| 1994       |  | 31.762     | 24.432  | 7.339   |  | 2.174          |  | 217              |
| 1995       |  | 26.351     | 19.864  | 6.487   |  | 1.889          |  | 154              |
| 1996       |  | 10.859     | 7.796   | 3.063   |  | 1.579          |  | -                |

† GM-Zählungen weisen für das Modelljahr 1994 216 1A2 LT1 und einen 1A2 L99 aus, obwohl der 1A2 nicht mit L99 angeboten wurde, und für 1996 einen 1A2, obwohl kein 1A2 angeboten wurde.

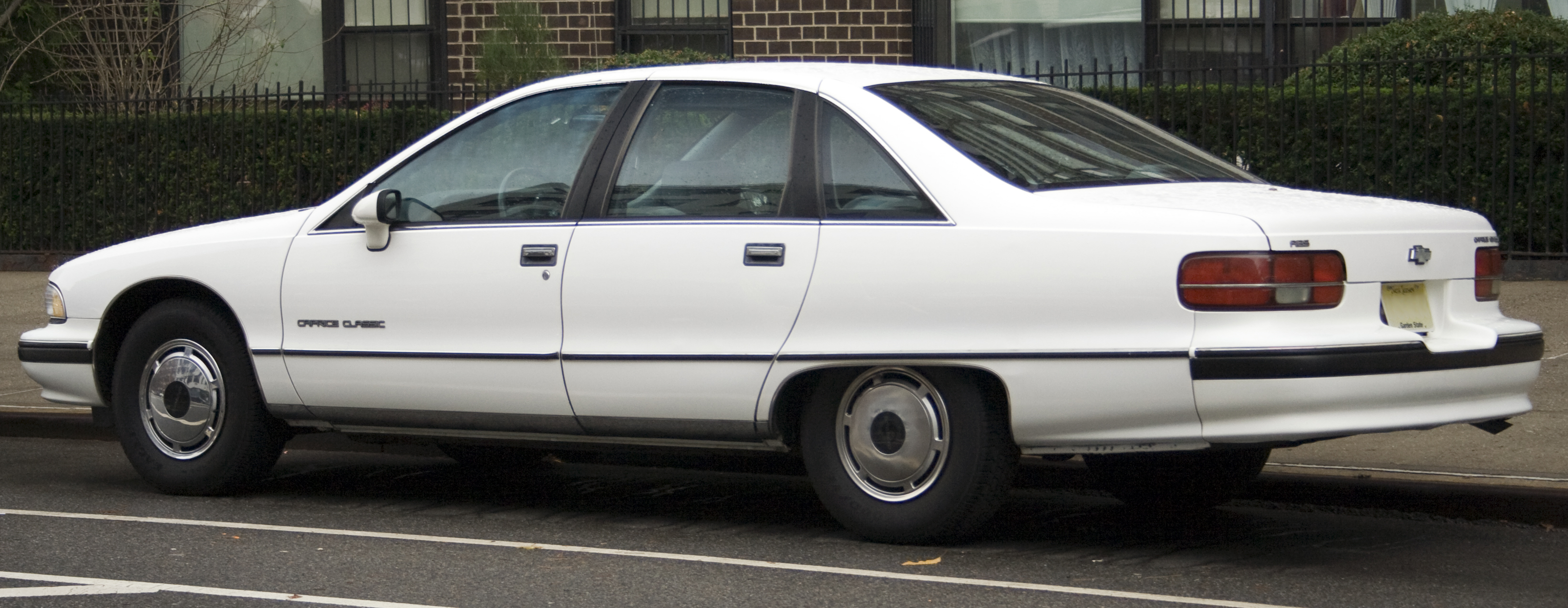
Heckansicht
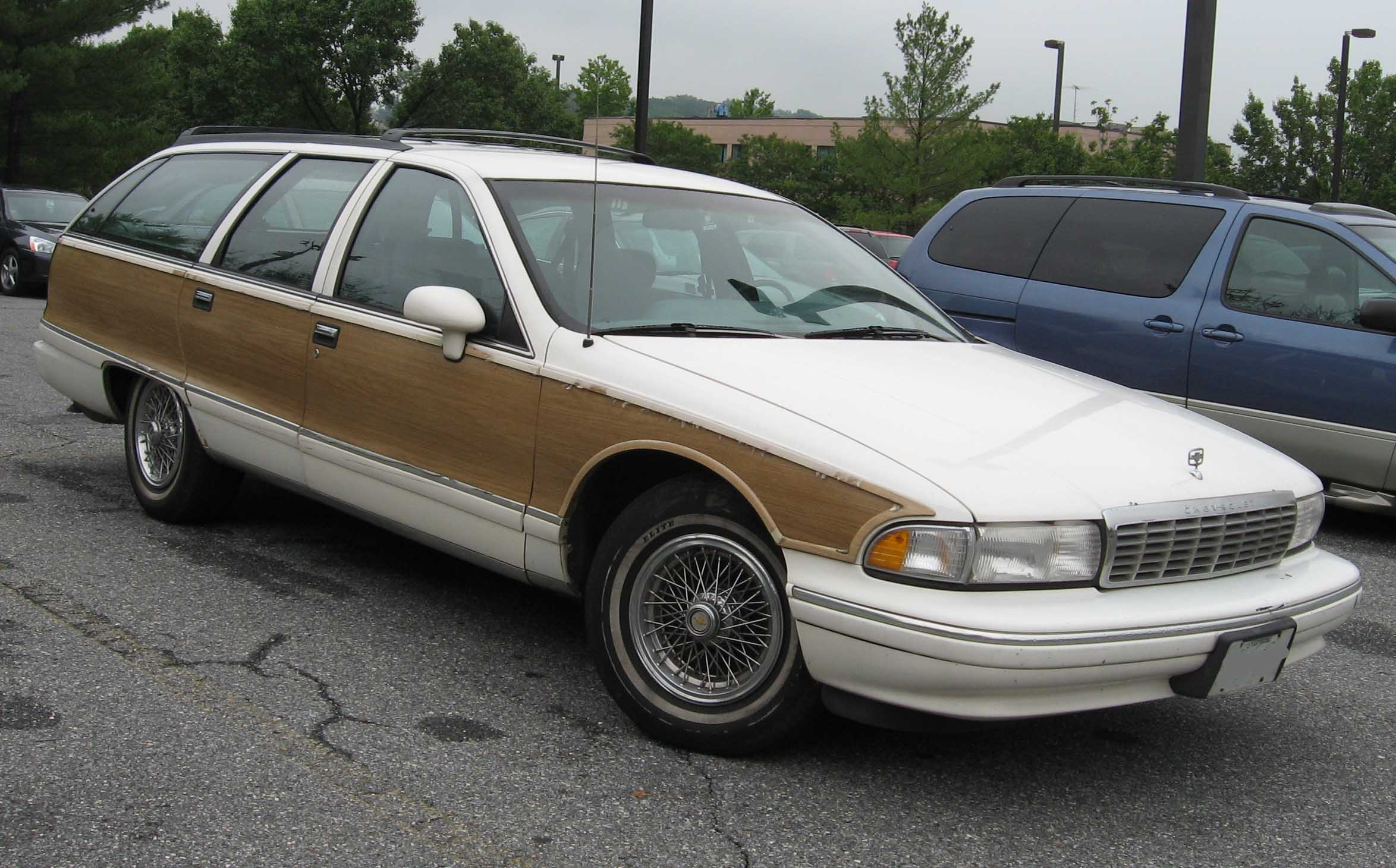
Chevrolet Caprice Wagon (1993)
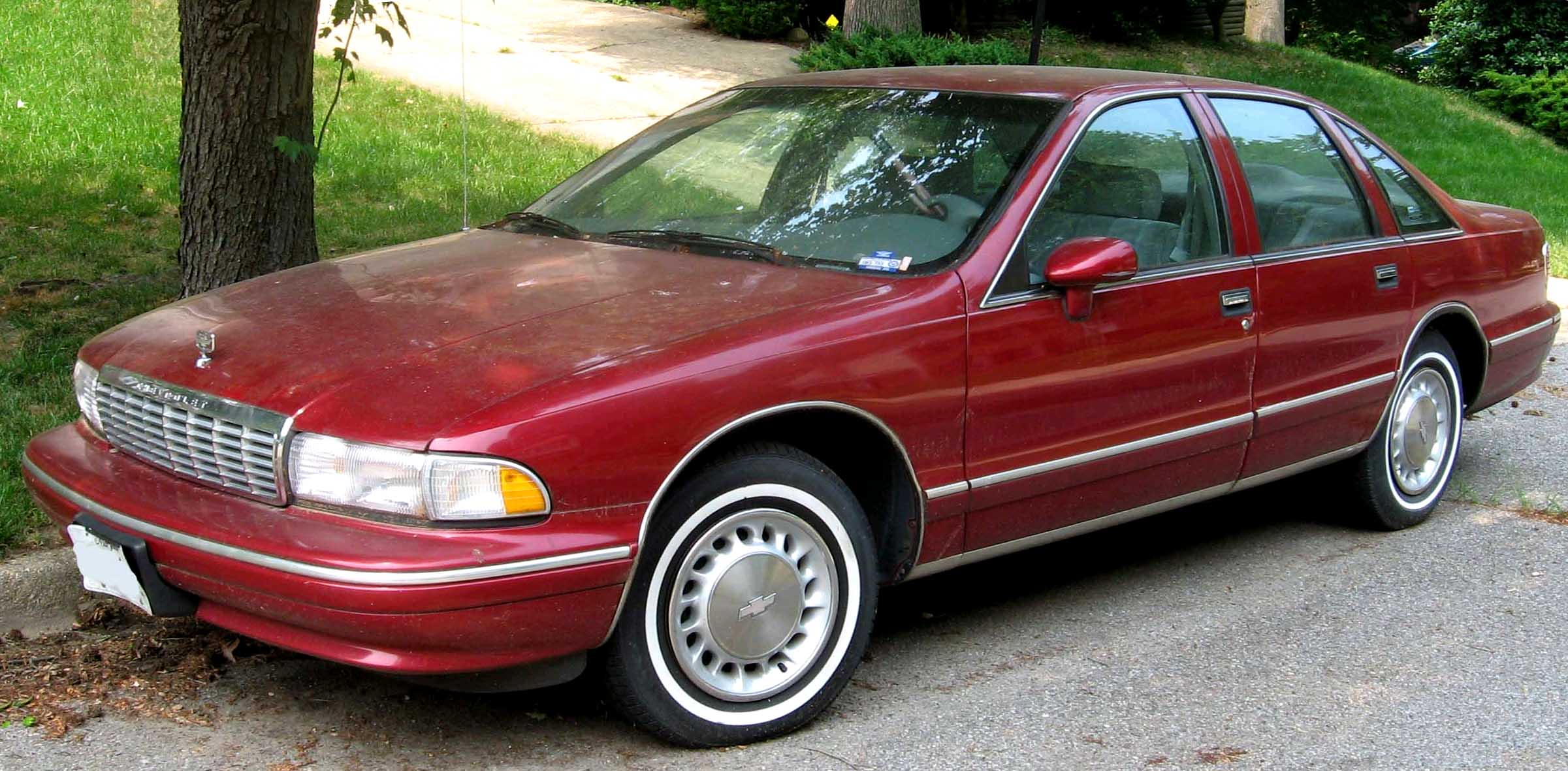
Chevrolet Caprice Sedan (1994)

### Caprice (Serien WH/WK/WL, 1999–2006)
Da nach Einstellung des eigentlichen Caprice auf den Märkten des Nahen Ostens weiterhin eine starke Nachfrage nach einer großen hinterradgetriebenen Limousine unterhalb des Premiumsegments bestand, wurde ab 1999 das in Australien produzierte Modell Holden Caprice als Chevrolet Caprice exportiert und angeboten. Es unterscheidet sich technisch kaum vom Holden und durchlief auch alle Modellpflegen des Schwestermodells.

### Caprice (Serie WM, 2006–2017)
Auch die Generation WM des Holden Caprice wurde als Chevrolet Caprice angeboten.
Zwischen 2011 und 2017 wurde das entsprechende Modell als Polizeifahrzeug, Caprice PPV (Police Patrol Vehicle), auch wieder in den Vereinigten Staaten angeboten.
2017 schloss General Motors das Montagewerk in Elizabeth, Südaustralien, in dem der Caprice PPV hergestellt wurde, und beendete damit die Produktion sowohl des zivilen Chevrolet SS als auch des Caprice PPV. Der letzte PPV wurde am 18. Mai 2017 produziert. Mit der Einstellung des 9C1 Chevrolet Impala Limited PPV nach dem Modelljahr 2017 bietet Chevrolet keine viertürige Limousine mit einem Police Package mehr an.

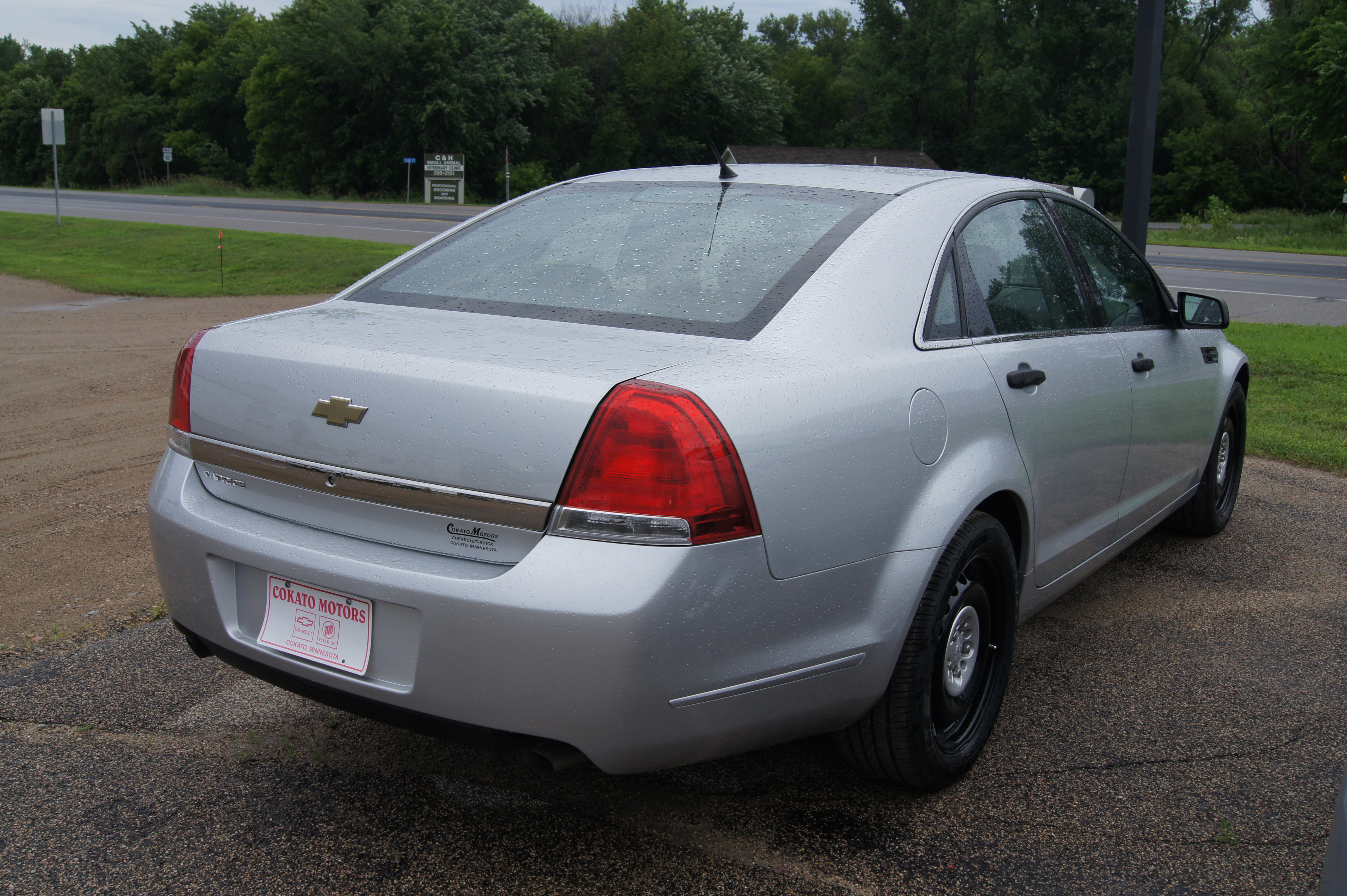
Heckansicht
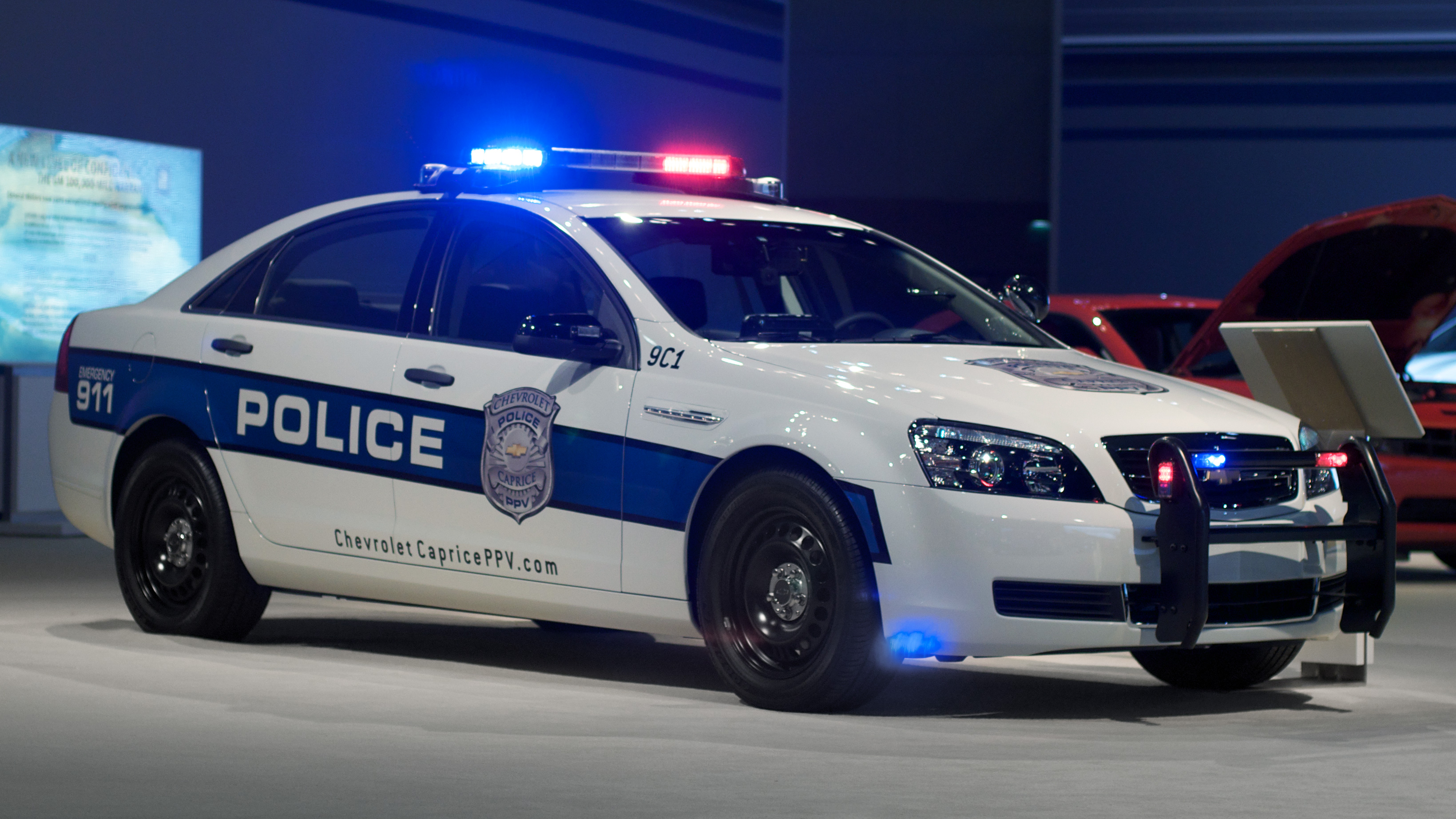
Chevrolet Caprice als amerikanischer Streifenwagen